# Hippophagie
Vous lisez un « bon article » labellisé en 2011.
L′hippophagie est une pratique alimentaire consistant à consommer de la viande de cheval. Connue depuis la Préhistoire et pratiquée par de nombreux peuples eurasiatiques durant l'Antiquité, elle est souvent associée à des pratiques rituelles païennes qui poussent l'Église catholique du Moyen Âge à la prohiber. Elle demeure lors des périodes de disette, et chez les peuples nomades comme les Mongols. Pratiquée à grande échelle en France à partir de la fin du XIXe siècle, elle y a fortement baissé depuis les années 1960. Les États-Unis l'ont rendue illégale dans plusieurs États. Le scandale sanitaire de la trichinellose, les « images choc » des transports d'animaux de boucherie et la place symbolique et historique du cheval entretiennent une controverse, expliquant la désaffection pour l'hippophagie dans certains pays occidentaux. Les pays scandinaves, d'Asie centrale et de l'Est sont traditionnellement hippophages, par opposition aux pays anglo-saxons, considérés comme non hippophages. Les tabous alimentaires sur la viande de cheval peuvent avoir des origines culturelles ou religieuses. À l'échelle mondiale, l'hippophagie augmente et 4,7 millions de chevaux par an sont destinés aux huit pays les plus consommateurs. En janvier 2013 éclate une fraude européenne impliquant le remplacement de viande bovine par la viande chevaline.

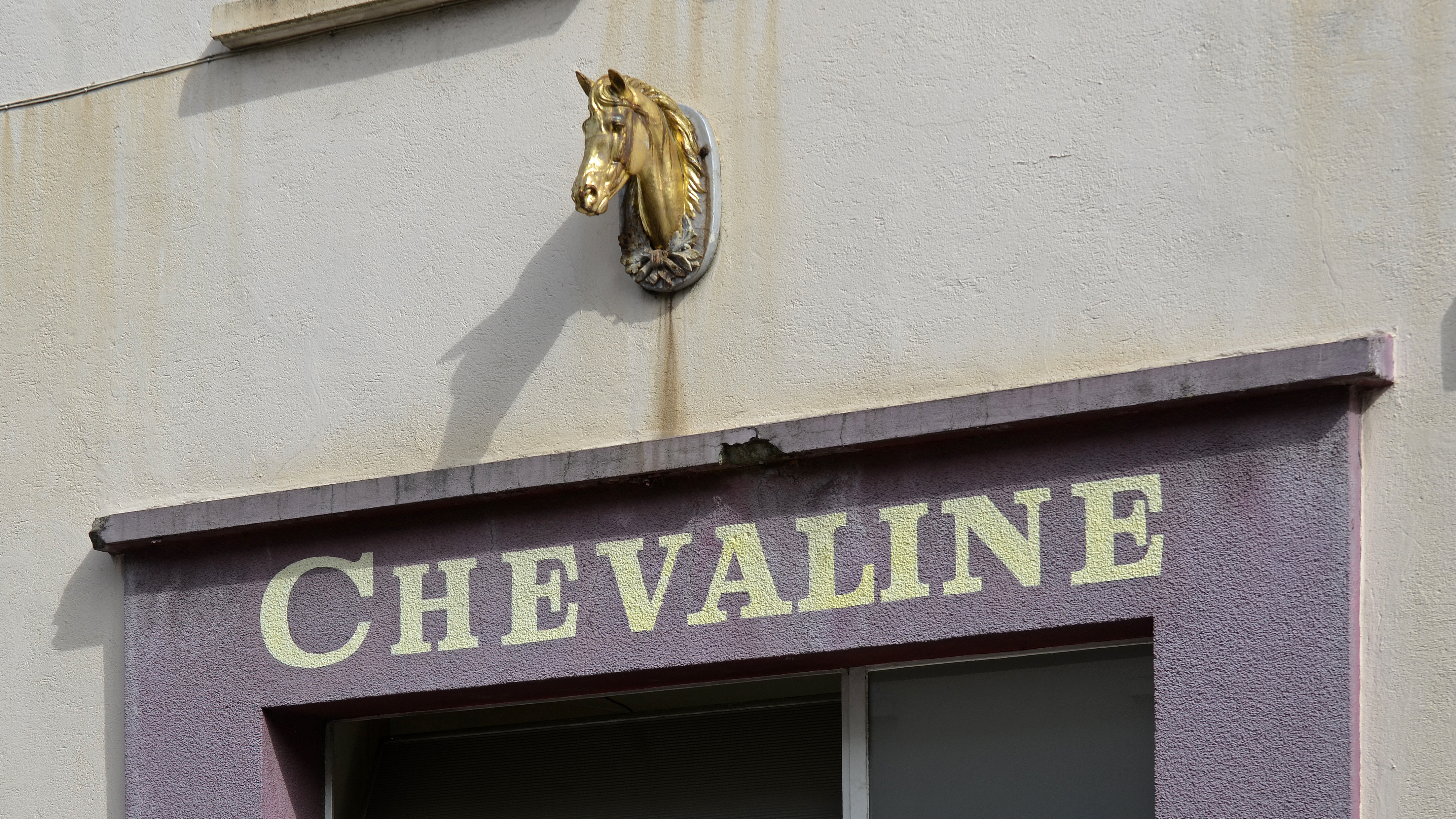
Devanture d'une ancienne boucherie chevaline

Les animaux concernés par l'hippophagie sont en majorité réformés des activités équestres, ce qui rend leur revente aux abattoirs économiquement plus intéressante. Les poulains de trait de moins de dix-huit mois et les chevaux de course peu performants peuvent aussi être abattus. L'hippophagie a des partisans pour des raisons économiques, et chez les professionnels de la santé qui louent les qualités alimentaires de cette viande. Les principaux opposants à l'hippophagie sont les associations de protection animale, qui dénoncent les conditions de transport et d'abattage des chevaux.
Des campagnes de communication sont lancées de part et d'autre dans les pays occidentaux, pour défendre ou condamner l'hippophagie. Le cheval sert souvent les activités humaines sans bénéficier d'une retraite ou d'une fin plus éthique. Son rôle ayant fortement évolué dans ces pays, il est désormais perçu par certains comme proche d'un animal de compagnie. Les alternatives à l'hippophagie incluent leur mise à la retraite, leur euthanasie et la crémation des cadavres.

## Étymologie
Le terme d'« hippophagie » vient du grec ίππός (hippos), « le cheval », et de φαγεῖν (phagein, « manger »), et décrit donc la consommation de viande de cheval. Sa première utilisation date du XIXe siècle (1832).
Bien que le mot puisse désigner toute forme de consommation de viande chevaline, il est surtout utilisé pour l'alimentation humaine. Les boucheries chevalines étaient autrefois nommées des « boucheries hippophagiques ».

## Histoire
L'histoire de l'hippophagie est à la fois longue et complexe. Pour la majeure partie de celle-ci, les chevaux sauvages étaient chassés et consommés comme source de protéines,. Les principales oppositions historiques à l'hippophagie ont une base religieuse (hindouisme, bouddhisme, judaïsme, catholicisme, etc.) Toutefois, le rejet naturel de l'hippophagie est tout aussi lié au statut particulier du cheval par rapport à l'homme, à la haute considération envers cet animal et à son lien étroit avec les divinités. De manière générale, un décalage existe entre les peuples cavaliers, comme les Mongols (où le cheval est omniprésent dans la langue, la religion et l’alimentation) et les sociétés où l’équitation manifeste la supériorité d'une classe sociale, dans l'Occident chrétien notamment. Si le cheval a valeur d’emblème, cela induit la condamnation de l’hippophagie.
Elle est souvent le fait d'une nécessité économique (guerre, famine ou pauvreté, la viande de cheval étant, notamment en Occident, nettement moins chère que les autres), et parfois (mais beaucoup plus tard) une recommandation diététique. Le développement de cette pratique alimentaire accompagne souvent la fin de la traction hippomobile et de l'utilisation militaire du cheval, car une civilisation « ne peut se résoudre à manger l'animal sur lequel ses élites reposent ». Les chevaux sont alors envoyés massivement à l'abattoir pour demeurer rentables,.

### Origines et Antiquité

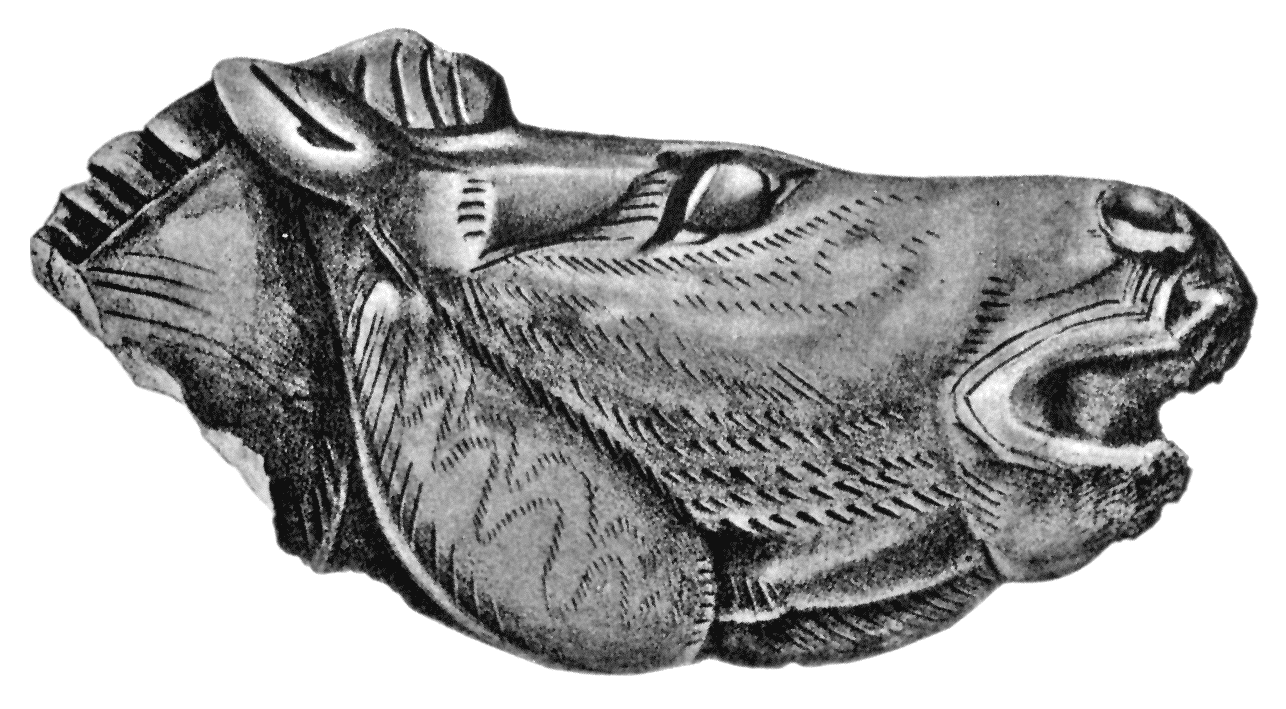
Tête de cheval sculptée découverte dans la grotte du mas d'Azil, époque magdalénienne.

Attestée dès le Paléolithique inférieur, l'hippophagie aurait été l'un des premiers modes d'alimentation carnée de l'homme. Le cheval est un gibier très consommé au Paléolithique supérieur, la découverte d'ossements sur de nombreux sites archéologiques (en Palestine par exemple) ainsi que l'art préhistorique le prouvent. Lorsqu'il est domestiqué pour devenir une monture et un animal d'attelage, sa viande est consommée dans des proportions plus modestes. Les hommes de la culture Kourgane, 4 000 ans avant notre ère, chassent les animaux des grands troupeaux sauvages pour leur chair et sont parmi les premiers à domestiquer le cheval. Bien que les historiens ne puissent connaître leurs motivations, la volonté de rendre l'accès à une source de nourriture plus aisé n'est pas à exclure. Du IIe millénaire jusqu'à l'époque gauloise, l'hippophagie augmente quelque peu, elle est pratiquée entre autres par les Hyksôs. Les premiers sacrifices équins afin d'offrir le cheval aux puissances élémentaires et aux dieux, accompagnés ou non d'hippophagie, sont attestés peu après dans de nombreuses cultures indo-européennes en Ukraine, Russie, Scandinavie, Germanie, Royaume-Uni, Irlande, Italie, et Grèce. L'hippophagie se développe surtout dans les territoires offrant de vastes plaines et des prairies, où vivent des civilisations pastorales.
De nombreuses preuves attestent de l'hippophagie des anciens Slaves (notamment en Russie), des anciens Irlandais et des Perses. La viande de cheval est appréciée des peuples asiatiques de l'Antiquité, comme les Mongols, chez qui sa consommation inclut un sacrifice chamanique. Ce rite est plus tard combattu par les bouddhistes qui parviennent à l'éliminer, mais l'hippophagie demeure. Pline l'Ancien mentionne la coutume des Sarmates, peuple cavalier de l'Antiquité, de prélever du sang sur leur cheval pour se nourrir.
Les Gaulois sont longtemps considérés comme un peuple non hippophage, à la suite des travaux de Salomon Reinach qui évoquait l'existence d'un tabou fort. Toutefois, les découvertes archéologiques (par exemple à Acy-Romance) tendent à prouver que certains habitants consomment régulièrement la viande de cheval, tandis que d'autres la bannissent complètement. Attestée en Gaule belgique à la fin du premier âge du fer, l'hippophagie aurait été ordinaire en Gaule septentrionale, plus rare ou absente dans d'autres régions, souvent ritualisée et accompagnée de sacrifices de chevaux. Le cheval jouant un rôle important, tant militaire que rituel,, cela expliquerait qu'il soit considéré comme une monture avant d'être une source de nourriture, auquel cas sa consommation ne dépasse jamais 10 % de l'alimentation carnée des Gaulois. L'hippophagie gauloise semble par ailleurs décroître au fil du temps. Les Gallois de l'Antiquité, eux aussi initialement hippophages, cessent peu à peu cette pratique. Au sud de la Gaule, l'hippophagie est toujours liée à une situation de crise (guerre, famine…) qui affecte toute une région.
La même controverse existe chez les Indiens védiques, certains historiens arguent que le cheval est un animal trop rare et précieux pour être mangé (en effet, il supporte mal le climat du sous-continent indien), d'autres s'appuient sur le Rig-Veda pour affirmer que la viande des chevaux sacrifiés durant le rituel sacrificiel nommé Ashvamedha ne peut être que consommée. L'hippophagie pourrait être pratiquée par une faible partie de la population, ce qui semble cohérent avec le fait que la majorité des Indiens du XXIe siècle la réprouvent. L'Ashvamedha perdure jusqu'au XVIIIe siècle.

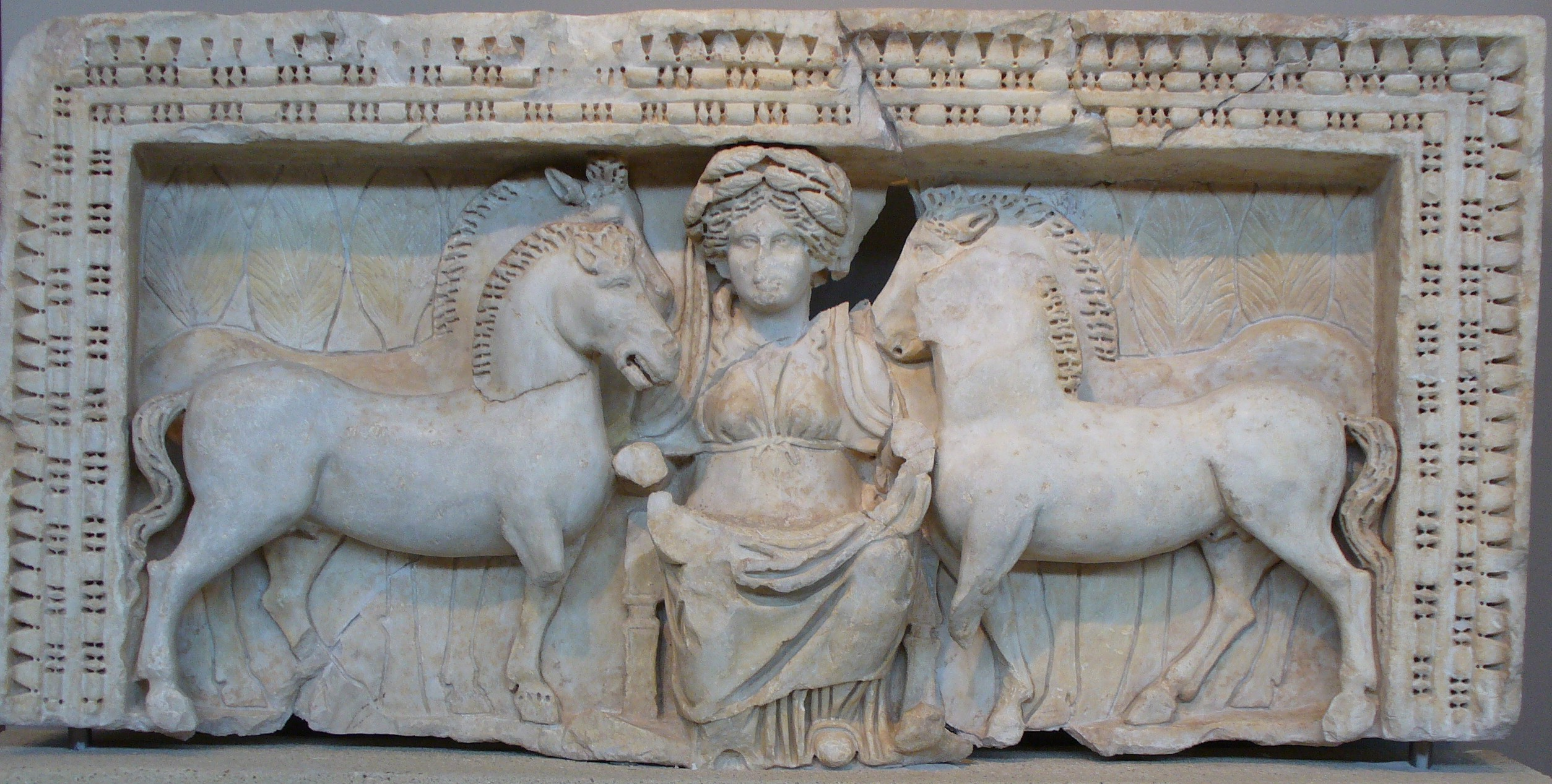
Les Romains, qui par ailleurs ont adopté le culte de la divinité équestre Épona, n'étaient pas hippophages. Ici, un bas-relief de Macédoine au IVe siècle.

Le premier tabou hippophagique remonte à l'établissement des interdits alimentaires du judaïsme, qui désigne dans la Torah les mammifères ruminants au sabot fendu comme les seuls licites pour l'homme. Si les Grecs ont pratiqué l'hippophagie, c'est uniquement dans un cadre rituel et de manière très sporadique, en effet, elle est strictement bannie, tout comme chez les Romains et par extension les « peuples civilisés » qui la considèrent comme une pratique barbare, et immorale en dehors de grandes nécessités telles les famines et les campagnes militaires. De ce fait, au Ier siècle, l'hippophagie régresse fortement chez tous les peuples intégrés à l'Empire romain, notamment les Gallo-romains de Gaule septentrionale qui l'abandonnent en quelques décennies, témoignant de la forte influence culturelle romaine. Une autre preuve réside dans le fait qu'au IVe siècle, lorsque l'Empire romain perd son influence, l'hippophagie réapparaît.
Le cheval étant absent des continents américain et océanien jusqu'à leur colonisation par les Eurasiens, ainsi que d'une grande partie de l'Afrique dont le climat lui convient peu, l'hippophagie demeure très longtemps inconnue hors d'Eurasie et d'une petite partie d'Afrique du Nord.

### Du Moyen Âge auXIXesiècle
Avec la féodalité, le cheval devient l'animal de statut de la noblesse, ce qui contribue à rendre l'hippophagie taboue, dès l'Antiquité tardive et le Haut Moyen Âge pour la France.

#### Lutte contre l'hippophagie rituelle
Ce sont les peuples germaniques qui réintroduisent l'hippophagie en Europe jusqu'au IXe siècle (les chrétiens d'Orient, à la même époque, ne sont pas hippophages), surtout dans le cadre de pratiques rituelles liées au sacrifice de l'animal, réputées apporter protection et fertilité. La viande consommée est censée transmettre la force du cheval, « génie de la fécondité », à celui qui en mange. Les Vikings continentaux de Gern[Quoi ?] effectuaient des sacrifices de chevaux blancs avant d'en consommer la viande. Incarnation du cycle vital cosmique, le cheval devait l'entretenir par son sacrifice régulier. Régis Boyer pense que le Völsa þáttr, texte où une famille scandinave mange son cheval après sa mort et garde le pénis de l'animal en le considérant comme un dieu, témoigne de ces « pratiques rituelles fort anciennes », et souligne le caractère sacré du cheval.
Les Irlandais pratiquent le sacrifice rituel d'une jument blanche dont la chair bouillie est consommée par le roi prétendant au trône. Les Francs font parfois des sacrifices comme le faisaient les Gaulois, avant de consommer la viande chevaline. En Norvège, manger son cheval est signe de richesse et de bonne santé, le sacrifier aux dieux le plus grand cadeau qu'un homme puisse offrir. Ces coutumes païennes sont rejetées par les évangélisateurs, lesquels n'y font aucune concession, sauf en Islande où l'hippophagie est tolérée en raison des rudes conditions climatiques de l'île et de l'absence de viande rouge consommable autre que celle du cheval,,,.

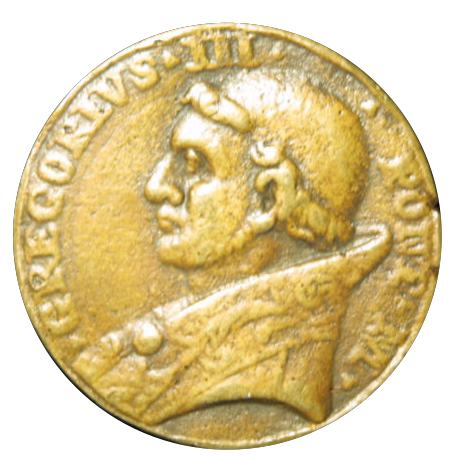
Grégoire III, pape à l'origine du bannissement de l'hippophagie en Occident.

Toutes ces raisons poussent l'Église catholique, dont l'influence en Europe est croissante, à s'opposer de plus en plus fermement à l'hippophagie, thème abordé lors des conciles du IVe au VIIIe siècle. Le pape Grégoire III interdit la consommation de la viande de cheval en 732, la dénonçant comme une « pratique abominable »,,. Il est probable que, sans la volonté de lutter contre la religion nordique ancienne, l'hippophagie n'aurait jamais été interdite par le pape car la pensée chrétienne de l'époque tendait à rompre avec les interdits alimentaires du judaïsme.
Les historiens ne sont toutefois pas unanimes pour affirmer que la christianisation des peuples germains et scandinaves est l'unique motif de cette interdiction, certains y voyant la volonté de conserver des chevaux pour lutter contre la conquête islamique. L'interdiction est renouvelée par le successeur de Grégoire, Zacharie, à partir d'une liste confiée par Boniface, évangélisateur de la Germanie. Pour Ninon Maillard, il « semble que la répugnance à consommer du cheval en dehors des célébrations rituelles précède l’interdit canonique. La non-consommation de la viande de cheval repose sur une abstention collective plus ancienne, plus ou moins totale, que le christianisme a simplement contribué à favoriser et à étendre aux populations païennes ».
Saint Olaf promulgue l'interdiction de l'hippophagie en Scandinavie, le sacrifice du cheval devient un signe d'hérésie.
Le souvenir de ces pratiques et du tabou papal demeure vif très longtemps dans les pays scandinaves. L'Église s'oppose régulièrement à l'hippophagie jusqu'au XVIIIe siècle inclus.

#### Conséquences dans les pays chrétiens
L'interdit est appliqué diversement et n'est pas unanimement respecté, bien que l'on suppose un déclin de l'hippophagie en Occident et que sa marginalisation soit évidente. Dans les îles Britanniques et notamment en Irlande, à l'époque de la promulgation de l'interdit papal, cette pratique est répandue et les hommes de religion font preuve de tolérance à son égard. Certains documents médiévaux rapportent que les moines de l'abbaye de Saint-Gall, au XIe siècle, auraient dégusté la viande des chevaux sauvages de Westphalie, et que ceux de Poméranie sont chassés de même un siècle plus tard. Les Danois font perdurer leurs banquets hippophagiques jusqu'au XVIe siècle et les Espagnols mangent du poulain, réservant la viande chevaline aux hommes d'équipage de la Marine.
L'équarrisseur chargé d'abattre les chevaux âgés devait officiellement revendre ou réutiliser les carcasses chevalines pour la nourriture animalière mais il vendait parfois clandestinement la viande aux pauvres, ou s'en nourrissait lui-même. Pratiquement toutes les guerres sont accompagnées de famines, qui font que la viande de cheval est mangée, avant celle des chiens, des chats et des rats. En Russie, l'interdiction papale est globalement respectée en raison de la forte influence du christianisme dans le pays. Lorsque la christianisation européenne est achevée, le tabou général sur la viande de cheval ne disparaît pas pour autant. Plusieurs raisons sont invoquées en plus de l'interdit religieux, notamment les considérations morales qui font que, particulièrement au XVIIe siècle, le cheval jouit d'un statut noble et prestigieux qui le distingue très nettement des autres animaux domestiques. Alors que les interdits religieux ont perdu leur pouvoir dissuasif, entre 1739 et 1784, quatre ordonnances françaises, peut-être influencées par la volonté des bouchers ovins et bovins de conserver leur monopole, rappellent l'interdiction de l'hippophagie, et contribuent à lui donner mauvaise réputation. Si l'argument économique selon lequel exploiter la force du cheval est plus rentable que de le manger semble ne pas tenir la comparaison avec le bœuf, une dernière raison est l'argument sanitaire, cette viande ayant la tenace réputation de propager des maladies. Antoine Parmentier voit en son temps dans les chevaux une immense réserve carnée, mais ne parvient pas à faire accepter l'hippophagie à une population qui repose « sur le compagnonnage entre l'homme et le cheval ».

#### Pays non concernés par l'interdit papal

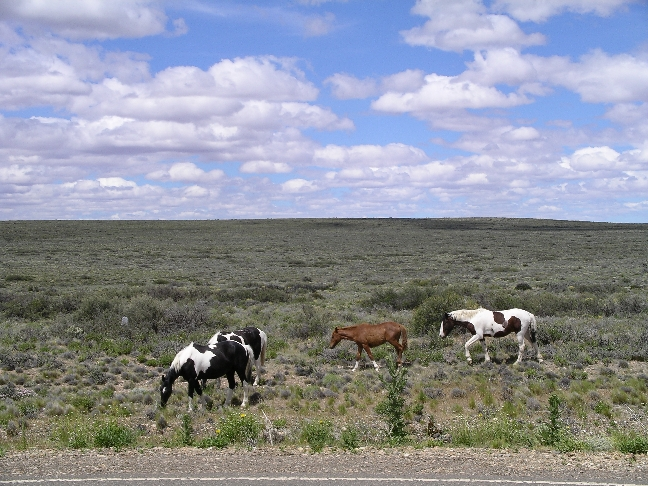
Certains chevaux introduits en Amérique du Sud par les colons espagnols se sont échappés et ont été chassés par les tribus indigènes nomades.

La plupart des peuples cavaliers issus d'Asie centrale et non convertis au christianisme, tels que les Mongols qui déferlent sur l'Europe chrétienne, sont hippophages. Cette différence culturelle renforce le tabou promulgué par l'Église, qui associe la consommation de viande de cheval aux peuplades païennes et barbares. La viande de cheval, contrairement à celle de l'âne domestique ou des mules, est considéree licite par l'islam,. Aux alentours de l'an mil, les peuples turcs (dont les Khazars, qui pratiquent le sacrifice rituel) sont hippophages. C'est également le cas des Égyptiens hanafis et des Tatars ; toutefois, les peuples du Maghreb ne l'ont jamais été. Depuis un décret impérial, les Japonais ne consomment aucun quadrupède. Ils sont connus pour leur profonde aversion envers la consommation de viande jusqu'à la fin du XIXe siècle, les chevaux et les bœufs de trait, très précieux, sont alors choyés comme des membres de la famille.
Lors de la colonisation des Amériques, les conquistadors emmènent leurs chevaux de guerre avec eux, dont un certain nombre retournent à l'état sauvage et sont chassés puis consommés par les Pehuenche, indigènes de l'actuel Chili et de l'Argentine. Les chevaux sauvages deviennent la principale source nutritionnelle de ces tribus indigènes nomades, dont l'économie originellement basée sur le guanaco adopte très vite le cheval. Les Pampas et les Mapuches deviennent des peuples cavaliers et hippophages.

### XIXesiècle

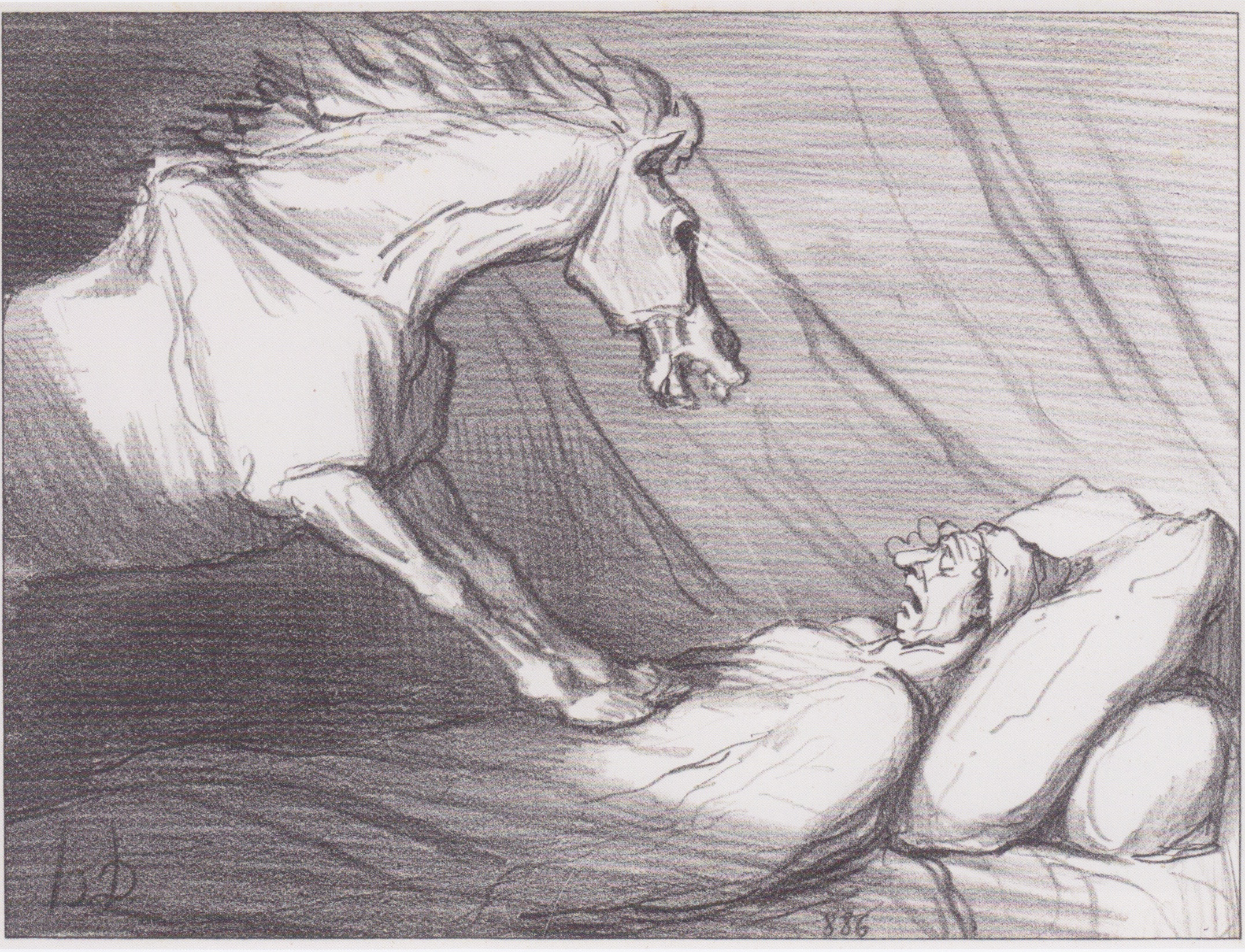
Dessin humoristique de Honoré Daumier avec la légende la viande de cheval est hautement digeste et bonne pour la santé, représentant la Nightmare, jument démoniaque réputée provoquer les cauchemars en étouffant les dormeurs.

En Europe occidentale, l'interdit papal tombe dans l'oubli mais l'hippophagie demeure longtemps marginale, et plus ou moins cachée : la viande du cheval est parfois vendue frauduleusement comme sanglier ou venaison, quand elle n'est pas discrètement utilisée dans la fabrication de saucisses.
Selon Salomon Reinach, les pays scandinaves (qui étaient les derniers à accepter l'interdiction de l'hippophagie, qu'ils auraient contournée de nombreuses fois) sont les premiers à redevenir ouvertement hippophages, sans que les autorités religieuses ne s'y opposent. De nombreux pays destinent cette viande à l'alimentation des classes laborieuses, ainsi, Henry Mayhew décrit la manière dont les carcasses de chevaux sont utilisées à Londres dans les années 1840, dans London Labour and the London Poor. Les Londoniens soupçonnent la viande de cheval d'avoir été utilisée dans des saucisses et les abats d'avoir été vendus comme du bœuf alors qu'il s'agissait de cheval. À la même époque, les Irlandais, sous domination britannique, sont hippophages.
En Suisse, après deux grandes famines en 1770 et en 1816, une lettre circule dans les cantons francophones afin « qu'il fût pris des mesures propres à favoriser l'usage, comme aliment, de la chair du cheval ». La proposition est d'abord perçue comme une hérésie, mais les défenseurs de l'hippophagie y voient l'avantage de pouvoir nourrir les classes pauvres, d'éliminer les chevaux défectueux et d'éviter leur exploitation, ainsi que l'intérêt des détenteurs de vieux chevaux pour en tirer meilleur parti. Ces arguments servent de base à la légalisation de l'hippophagie, le royaume de Wurtemberg est le premier à l'adopter officiellement en 1841 et de grands banquets hippophagiques sont organisés l'année suivante. La première boucherie spécialisée d'Allemagne ouvre à Berlin en 1847. Dans la douzaine d'années qui suivent, la Bavière, le Hanovre, la Bohème, la Saxe, le Danemark, l'Autriche, la Belgique, la Suisse, la Prusse, la Norvège et la Suède légalisent l'hippophagie. La légalisation française reste le fait le plus connu et le plus documenté (bien qu'elle soit plus tardive) en raison de l'immense campagne de communication dont elle a fait l'objet,. Cette campagne inspire des initiatives similaires en Angleterre, où des banquets sont donnés à Ramsgate en 1868, l'influence française étant perceptible jusque dans l'adoption du mot « chevaline » (chevaline delicacies) pour nommer la viande. Les Anglais demeurent toutefois réfractaires à l'hippophagie.

#### France

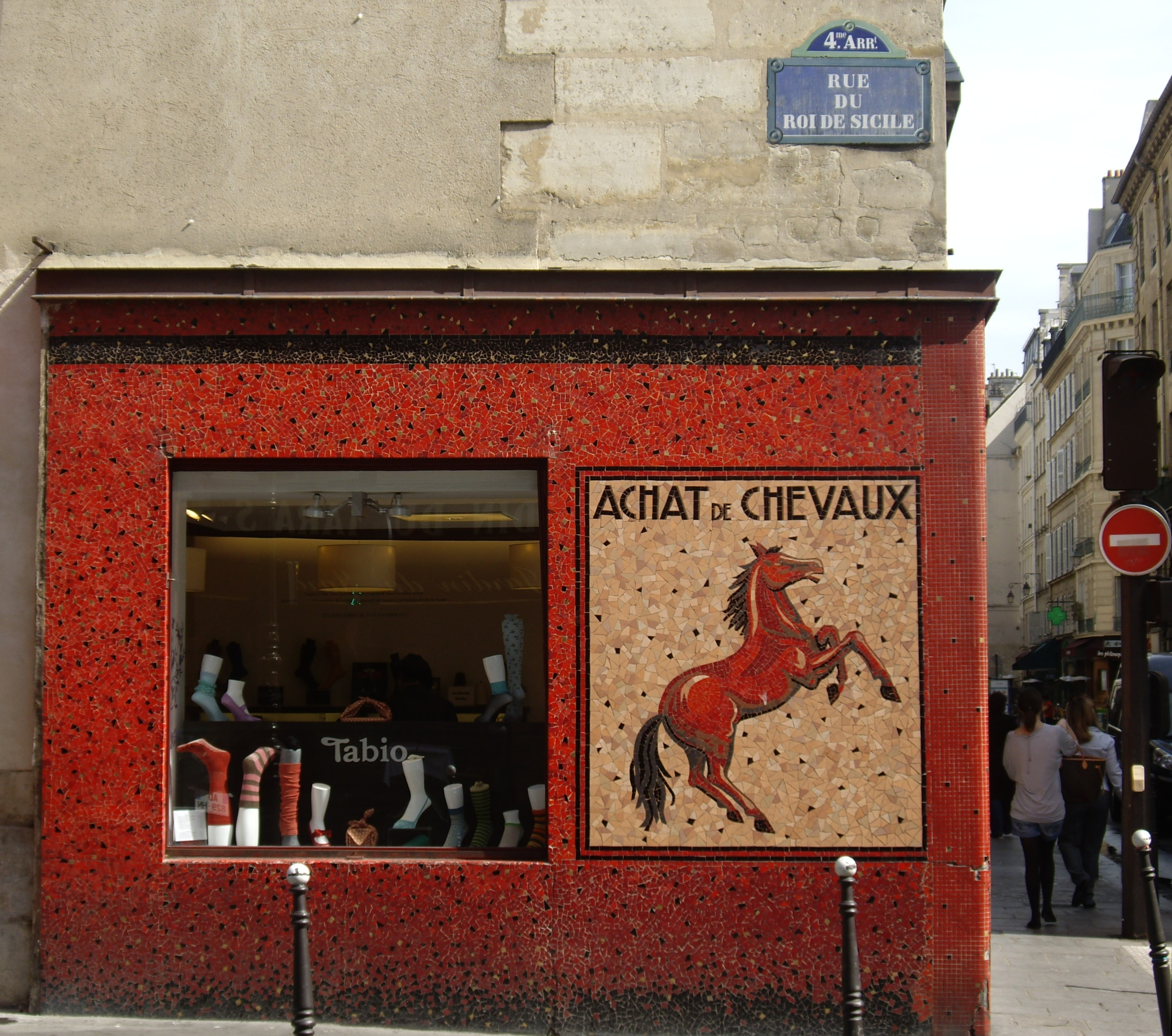
Ancienne boucherie chevaline à Paris.

Le goût des Français pour la viande de cheval remonte à la Révolution, lorsque ses agents doivent trouver, avec la chute de l'aristocratie, de nouveaux moyens de subsistance. Tout comme les coiffeurs et les tailleurs doivent se mettre au service du peuple, les chevaux, signe de prestige pour l'aristocratie qui en est propriétaire, finissent par servir à soulager la faim des basses classes. Pendant les campagnes napoléoniennes, le chirurgien en chef de la Grande Armée, Dominique-Jean Larrey, conseille aux troupes affamées de consommer la viande des chevaux. Au siège d'Alexandrie, de la viande de jeunes chevaux arabes sert à remédier à une épidémie de scorbut. Lors de la bataille d'Eylau en 1807, Larrey sert du cheval en soupe. Il mentionne dans ses Mémoires de chirurgie militaire et campagnes, comment, coupé des lignes d'approvisionnement à la bataille d'Aspern-Essling, en 1809, il nourrit les blessés avec du bouillon de viande de cheval assaisonnée de poudre à canon,. L'hippophagie a très mauvaise réputation au début du XIXe siècle car elle est associée, dans la perception populaire, aux équarrisseurs réputés égorger les chevaux, aux temps de famine et de misère, au peuple, à la pauvreté et même à la prostitution, elle est d'ailleurs longtemps réservée aux soldats des champs de bataille manquant de ravitaillement.

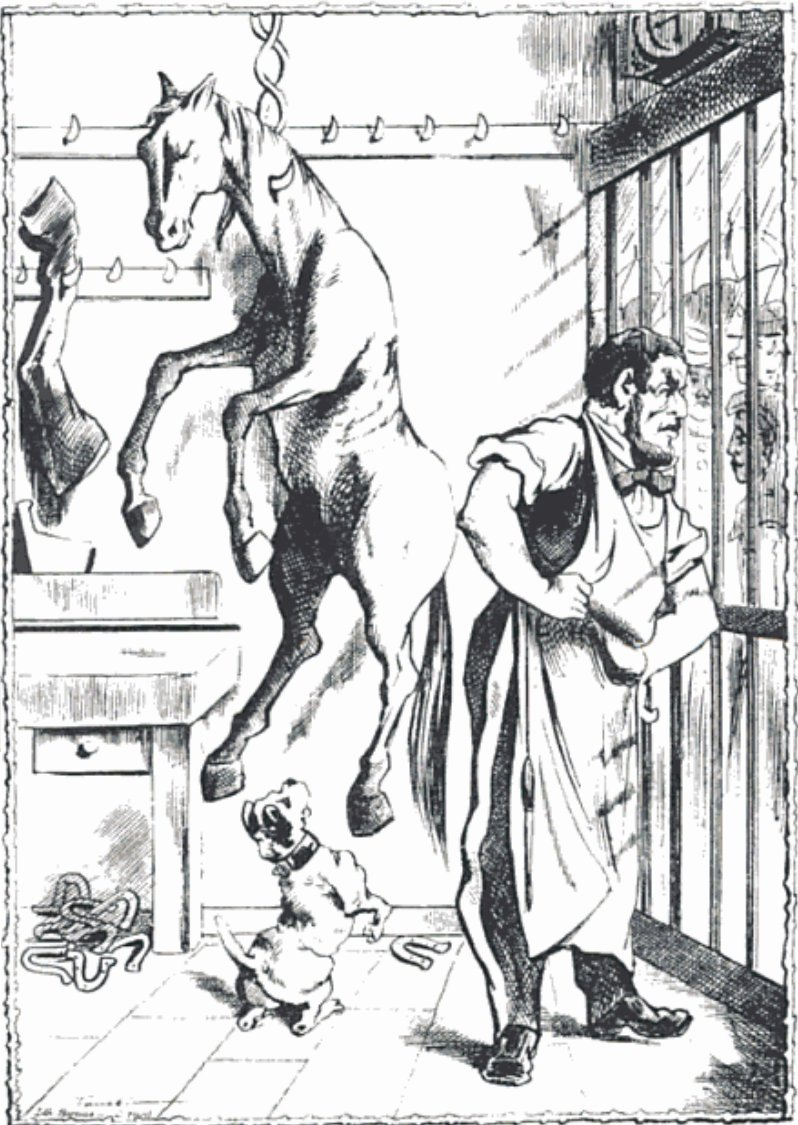
Paris La Commune (1870). L'espèce chevaline est-elle comestible ? Le cadavre d'une bête de travail, indécent, pend au crochet du boucher. C'est la famine. En viendra-t-on à banaliser l'hippophagie ? (Barreau (1983).

Elle gagne du terrain dans la cuisine française durant les dernières années du Second Empire. Les revendications d'Émile Decroix, ancien vétérinaire militaire, et d'Isidore Geoffroy Saint-Hilaire, zoologue, sont déterminantes. Leurs deux arguments sont la population parisienne démunie, souvent à la limite de la famine (le coût élevé de la vie à Paris leur interdisant l'achat de viande de porc ou de bœuf), et la présence de chevaux usés dans les rues : ils défendent le droit pour les propriétaires de chevaux âgés de vendre leurs bêtes à l'abattoir, afin d'éviter aux chevaux d'être exploités jusqu'à leur dernier souffle tout en créant une source d'alimentation pour les masses ouvrières. C'est la raison pour laquelle la Société protectrice des animaux, fondée en 1845, soutient l'hippophagie. Decroix, en sa qualité de membre du Comité des hippophages, organise des banquets « d'utilité publique », dont l'objectif est de prouver les avantages culinaires de la viande de cheval. Le 6 février 1856, il convie 132 personnalités au Grand Hôtel afin de leur faire déguster des spécialités concoctées avec ladite viande.
Les bouchers bovins et porcins, dont la corporation est puissante, s'opposent à sa légalisation mais ne peuvent l'empêcher en juin 1866. Les premières boucheries chevalines ouvrent le 15 juin 1866 à Nancy, et le 9 juillet 1866 à Paris, place d'Italie, fournissant de la viande de qualité à des prix inférieurs. Un grand « banquet hippophagique » est organisé à l’occasion de cette ouverture parisienne ; le menu comporte notamment au premier service des potages au consommé de cheval, du saucisson de cheval et de l’aloyau de cheval aux croquettes de pommes de terre, au second service du filet de cheval rôti et une salade de romaine à l'huile de cheval. Les boucheries chevalines à cette époque avaient généralement une enseigne typique constituée de têtes de chevaux en laiton, souvent par trois, et dont un néon rouge soulignait le profil pour que l'enseigne fût reconnue même les soirs d'hiver.
Pendant le siège de Paris en 1870, la viande de cheval est distribuée aux populations en raison d'une pénurie de viande fraîche (le 19 septembre 1870, on compte 100 000 chevaux dans la ville, en novembre, il n’en reste que 70 000), mais également parce que les chevaux se nourrissent des céréales requises par la population humaine. Dans L’Année terrible (Lettre à une femme) Victor Hugo écrit ce vers significatif pour montrer à quelle extrémité la population est réduite : « Nous mangeons du cheval, du rat, de l’ours, de l’âne… » Beaucoup de Parisiens acquièrent cependant un goût pour cette viande qui reste populaire après la fin de la guerre. Elle est alors réputée la moins grasse, sa haute teneur en fer lui vaut d'être prescrite par les médecins pour lutter contre l'anémie, et sa richesse en azote rend sa consommation crue populaire pour soigner la tuberculose. Elle est réputée donner des forces aux travailleurs manuels, présentée comme un produit tonique, prolétaire, plus sanglant que le bœuf et moins cher que ce dernier,, d'où la popularité de l'expression « il a mangé du cheval » pour désigner les personnes pleines d'énergie.
L'hippophagie finit par s'établir durant le dernier tiers du XIXe siècle, les utilisateurs de chevaux de trait et de chevaux de guerre y voient un moyen de tirer de l'argent de leurs animaux réformés, les boucheries chevalines ouvrent principalement dans les régions ouvrières comme le Nord-Pas-de-Calais ou le XIXe arrondissement de Paris. Toutefois, l'hippophagie n'est pas unanimement adoptée : certains ouvriers la jugent malsaine, tandis que les paysans refusent souvent de se nourrir de la viande d'un animal qui est pour eux un compagnon de travail. De même, les classes aisées la refusent en raison de son association aux classes populaires, et de leur propre détention de chevaux comme animaux de loisir. C'est principalement la classe moyenne, composée d'artisans et de commerçants, qui se nourrit de viande de cheval. Entre 1895 et 1904, l'hippophagie augmente de 77 %. De 14 % en 1885, la part des chevaux qui finissent sur l'étal des bouchers passe à 73 % en 1905.

#### Asie
De nombreuses sources attestent que l'hippophagie est toujours une pratique commune en Asie centrale. Une famille kirghize possède en moyenne quinze chevaux et le mode de vie des Mongols dépend étroitement du cheval depuis des siècles. Les Iakoutes vouent un immense respect à l'animal, et considèrent qu'en maltraiter un est criminel. Ils préfèrent la viande de cheval entre toutes, y compris celle du bœuf. Le sacrifice rituel du cheval (suivi ou non de sa consommation) perdure jusqu'au début du XXe siècle dans certaines régions isolées : en 1913, le peuple Mari de la région de la Volga le pratiquait encore.
En Inde, les Saora d'Orissa ont une profonde aversion pour l'hippophagie car leurs divinités tutélaires sont cavalières, le tabou allant jusqu'à l'interdiction de toucher un cheval ou ses excréments.
Au Japon, en 1872, l'empereur Meiji déclare aimer la viande de bœuf et promeut la viande rouge à grande échelle dans tout le pays. Sous l'influence de la culture occidentale, au fil des années, l'hippophagie s'impose.

### DuXXeauXXIesiècle

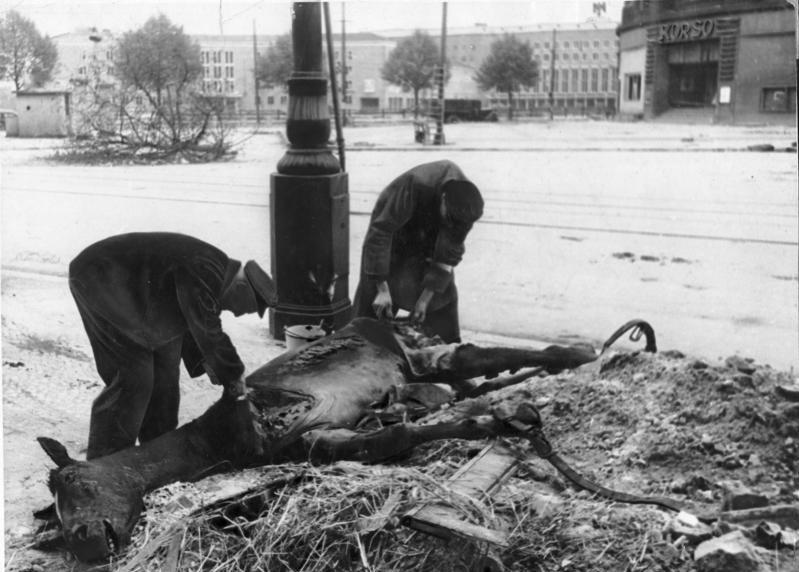
Découpe d'une carcasse de cheval en Allemagne, en 1945, pour lutter contre la famine due à la guerre.

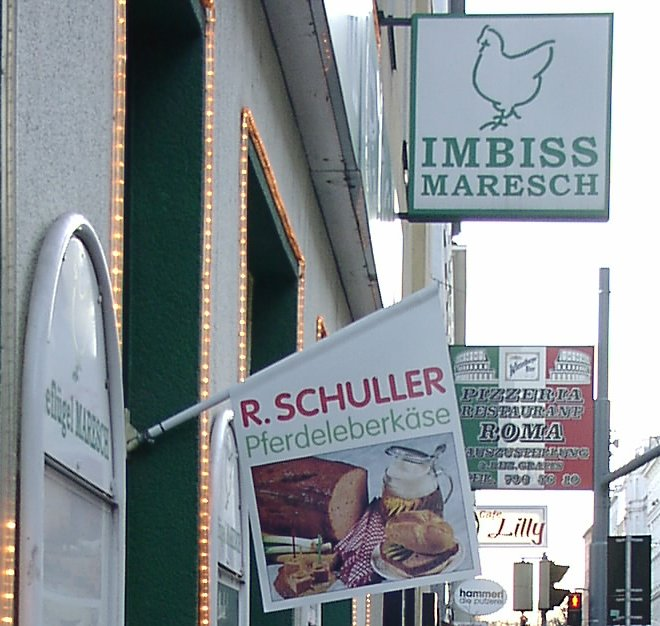
Prêt-à-manger vendant du pâté de cheval à Vienne.

Le XXe siècle marque la fin de l'utilisation militaire et agricole du cheval dans les pays développés, et aboutit à une diminution du nombre de ces animaux ainsi qu'une modification de leur perception, le cheval devenant un animal de loisir et de sport, et non plus de combat et de transport.
En janvier 2016, une jeune suédoise de 24 ans affronte une tempête médiatique après avoir avoué faire euthanasier sa jument, atteinte d'une maladie incurable, et l'avoir mangée pour ne pas gâcher ses 154 kg de viande,.

#### France
L'hippophagie connaît son apogée vers 1911, et les premières importations de chevaux de boucherie commencent en 1913, les abattoirs français ne parvenant plus à satisfaire les demandes de la population. Après les années 1950, cette pratique alimentaire diminue régulièrement :
Abattages de chevaux et consommation humaine de viande de cheval (T.E.C.) en France.
- Abattages
- Consommation

##### 1950-1970
L'utilisation du cheval pour le transport cesse complètement et seul l'animal de trait demeure élevé pour l'agriculture, tandis que le tracteur fait son apparition. La boucherie devenant la seule alternative pour les éleveurs de chevaux de trait français, ceux-ci, plutôt que de se spécialiser dans la production de bêtes à viande, revendent massivement leurs animaux aux abattoirs et s'orientent vers un autre type d'élevage. La France étant devenue « l'un des pays les plus hippophages du monde » (110 290 T.E.C. de viande consommées en 1964), en 1967, les droits de douane sont supprimés pour l'importation de chevaux de boucherie vivants depuis les pays de l'Est, ce qui pousse encore davantage les éleveurs de trait français à abandonner leur production. La même année, la viande de cheval est interdite dans les cantines et restaurants universitaires afin d'éloigner un éventuel risque sanitaire. Vers 1970, les neuf races de trait françaises sont menacés d'extinction et les progrès induisent un changement de statut du cheval qui, d'animal de travail quotidien lié à l'économie, est devenu un compagnon de loisirs et de vie, provoquant le rejet et dégoût de l'hippophagie.

##### Reconversion des chevaux lourds
Des initiatives se mettent en place pour encourager l'élevage hippophagique des chevaux de trait, tant pour assurer la « sauvegarde » de ces races en France que pour diminuer les importations de viande. Ce changement de sélection alourdit leur morphologie au détriment de leurs aptitudes physiques, provoquant la perte de leur expression et de leur énergie. Le modèle des animaux, autrefois puissant, sportif et bâti pour la traction, devient celui de « bêtes à viande » énormes et pataudes, affectueusement surnommées les « gros pépères » ou les « gros nounours », et par conséquent inaptes à tout autre débouché que l'abattoir. Les haras nationaux encouragent les éleveurs à sélectionner des étalons reproducteurs gros et lourds puisque les chevaux de boucherie sont vendus au poids. Ils achètent et approuvent ces étalons destinés à faire naître des poulains tués pour la viande avant l'âge de 18 mois.

##### De 1980 à nos jours
D'après une étude de l'OFIVAL, l'hippophagie baisse de 60 % entre 1980 et 2001. Les conditions de transport du cheval de boucherie sont révélées au grand public en 1983, provoquant un choc, tout comme le scandale de la trichinellose (sept épidémies entre 1975 et 1998, l'hippophagie étant la première cause de trichinellose en Europe de l'Ouest avec plus de 2 800 cas en Italie et en France), abondamment commenté par les médias. Il fait baisser l'hippophagie de 25 % deux ans plus tard,. La filière viande est déficitaire d'un à deux milliards de francs en 1992, avec 60 % d'importations pour le marché national. 53,5 millions d’euros de déficit en 2005. La reconversion des chevaux de trait en animaux à viande est un échec,. Un nouveau scandale sanitaire est lié en 1996 à des viandes importées d'Europe de l'Est. La salmonellose a également contribué à faire diminuer la consommation de viande de cheval. En 2001, la crise de la vache folle provoque une légère hausse du prix de la viande de cheval et des abattages.
La consommation du cheval s'est marginalisée, : en 2001, 43 % des ménages français interrogés la refusent, 60 % de refus étant avancés par une autre source en 2006. Le nombre de boucheries chevalines est tombé à 750 en 2014. Certaines études avancent que cette pratique alimentaire pourrait être condamnée à disparaître dans les prochaines années. La création de l'interprofession de la viande chevaline en 2002 a provoqué une augmentation de la consommation de l'ordre de 0,5 % en 2006 et de 3 % en 2007. La viande de cheval est à nouveau autorisée en collectivité. Cependant, de 2008 à 2013, l'hippophagie française a de nouveau baissé, de l'ordre de 4,9 %, pour 18 % de ménages consommateurs.
Le Nord-Pas-de-Calais est la région française la plus hippophage, avec l'Est et l'Île-de-France. La filière hippophagique française est mise en difficulté tant par le changement de statut du cheval que par la réglementation stricte concernant sécurité alimentaire et bien-être animal.

#### Italie

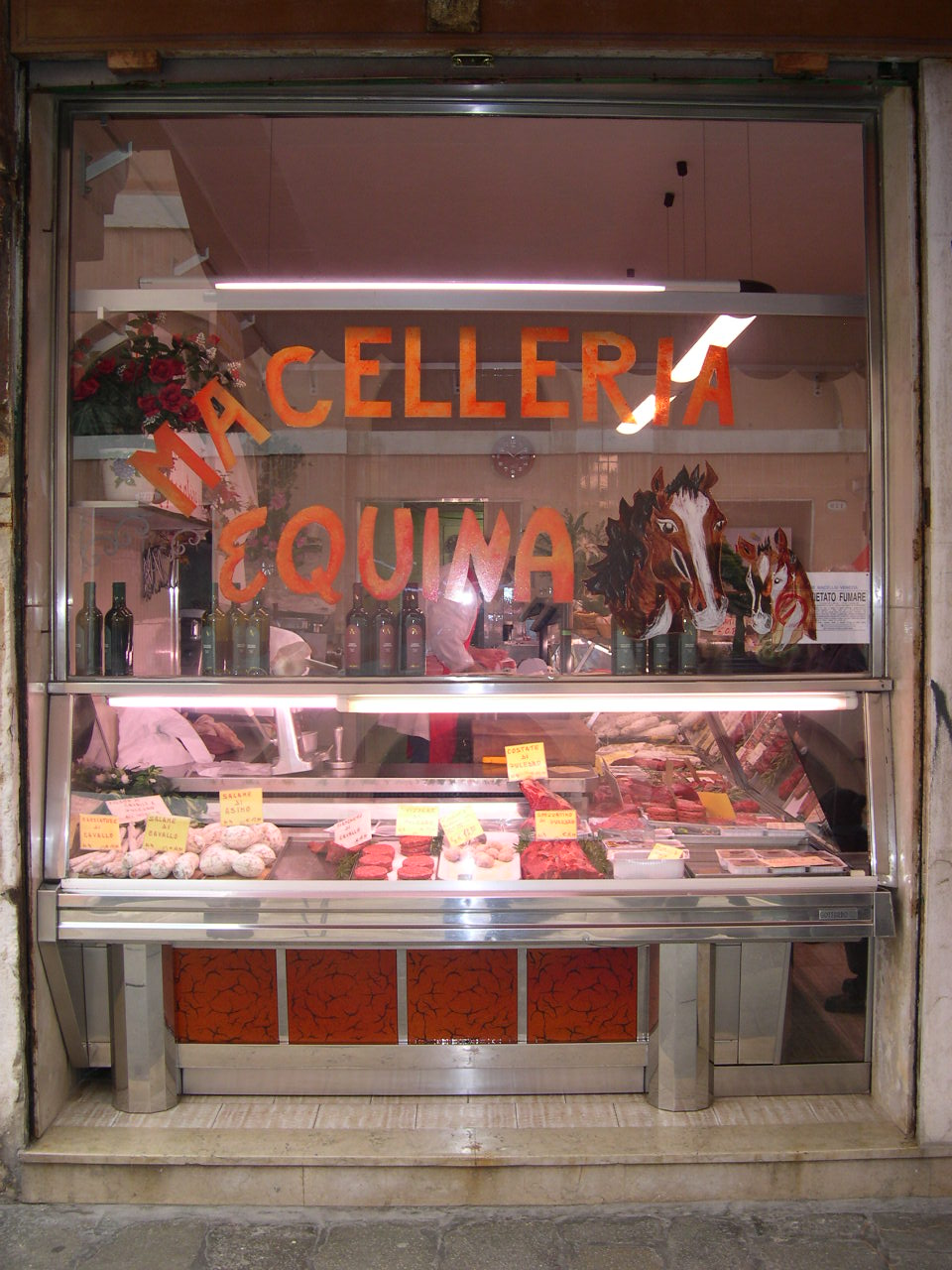
Boucherie chevaline à Venise.

L'hippophagie a toujours eu une relative importance en Italie, où la législation autorise la vente de viande équine en boucherie généraliste depuis 1999. L'élevage de chevaux à viande (surtout des races trait italien, haflinger, bardigiano et franches-montagnes dans des régions montagneuses), récent dans ce pays, demeure marginal et la majorité de la viande est importée ou issue de chevaux de selle et de service blessés et réformés. Avec 1,3 kg de viande par habitant, le cheval représente 1,6 % du total des viandes consommées annuellement en 2001. La consommation est en baisse, et atteint 1 kg de viande par habitant environ en 2009. L'Italie représente 61 % des importations de viande chevaline dans l'union européenne en 2009. Un sondage réalisé en 1989 révèle que 56 % des familles italiennes n'en mangent jamais tandis que 11 % en consomment au moins une fois par semaine. La crise de la vache folle a provoqué une hausse de 25 % de la consommation avant une baisse régulière depuis 2003. Le mois de novembre est traditionnellement celui de l'abattage des poulains, qui fait baisser les prix de la viande à l'achat et favorise l'hippophagie. La consommation est plus forte dans les Pouilles.

#### Pays anglo-saxons
Malgré le tabou alimentaire général du monde anglo-saxon et le fait que l'hippophagie des Français les ait toujours choqués, les restrictions alimentaires en période de guerre font que des législations spécifiques ont été adoptées sur de courtes périodes. Ainsi, en 1915, New York abroge le code sanitaire et légalise la vente de viande de cheval. Les chevaux et les ânes étaient mangés en Grande-Bretagne, particulièrement dans le Yorkshire, jusque dans les années 1930. Durant la Seconde Guerre mondiale, l'hippophagie est fréquente que ce soit en France, en Allemagne ou aux États-Unis, où dans les années d'après-guerre, elle gagne une courte popularité, son utilisation dans les hôpitaux étant attestée. Jusqu'en 1985, le Harvard Faculty Club à l'université Harvard proposait du cheval à son menu, depuis au moins un siècle.

### Fraudes européennes à la viande de cheval
L'affaire de la fraude à la viande, ou « affaire Findus », débute le 17 septembre 2012. Un inspecteur sanitaire de Newry (Irlande du Nord) constate un problème d'étiquetage et d'emballage sur un stock de viande surgelée d'origine polonaise. Le scandale éclate mi-janvier 2013. En janvier et février 2013, l'affaire du « horsegate » (surnom donné dans les îles Britanniques) éclabousse un grand nombre de fournisseurs et de fabricants de plats préparés à base de viande bovine, accusés de camoufler du cheval dans des préparations censées être 100 % pur bœuf. Deux ans plus tard, un réseau criminel organisé est démantelé et 26 personnes sont arrêtées : elles falsifiaient les documents d'identification des chevaux afin de faire entrer des animaux impropres à la consommation dans la chaîne alimentaire humaine européenne : 4 700 chevaux sont ainsi concernés.
Cette affaire a eu pour effet d'augmenter le taux d'hippophagie de 3,8 % en France, grâce à la médiatisation du produit.

## Provenance et abattage des chevaux
L'hippophagie est étroitement liée à une économie en relation avec l'élevage équin. Des chevaux de diverses provenances sont vendus au poids aux abattoirs, qui fournissent ensuite les boucheries et les grandes surfaces.

### Provenance des chevaux consommés
Les chevaux produisent moins de viande par rapport à la nourriture qu'ils absorbent que le bétail, ce qui rend leur élevage pour la viande globalement moins rentable et plus « polluant » quant au bilan carbone. Ils sont rarement engraissés pour être mangés, les animaux concernés étant surtout des poulains de trait. Les chevaux consommés sont majoritairement réformés du sport hippique et de l'équitation. Selon les pays, les chevaux enlevés par les équarrisseurs sont destinés à l'alimentation animale ou à la transformation pour diverses matières premières (engrais…). En France en 2006, 29 % des chevaux abattus pour la consommation humaine sont des poulains de trait élevés dans ce but, 23 % des chevaux de trait adultes réformés, et 48 % des chevaux de sang réformés.

#### Chevaux légers réformés

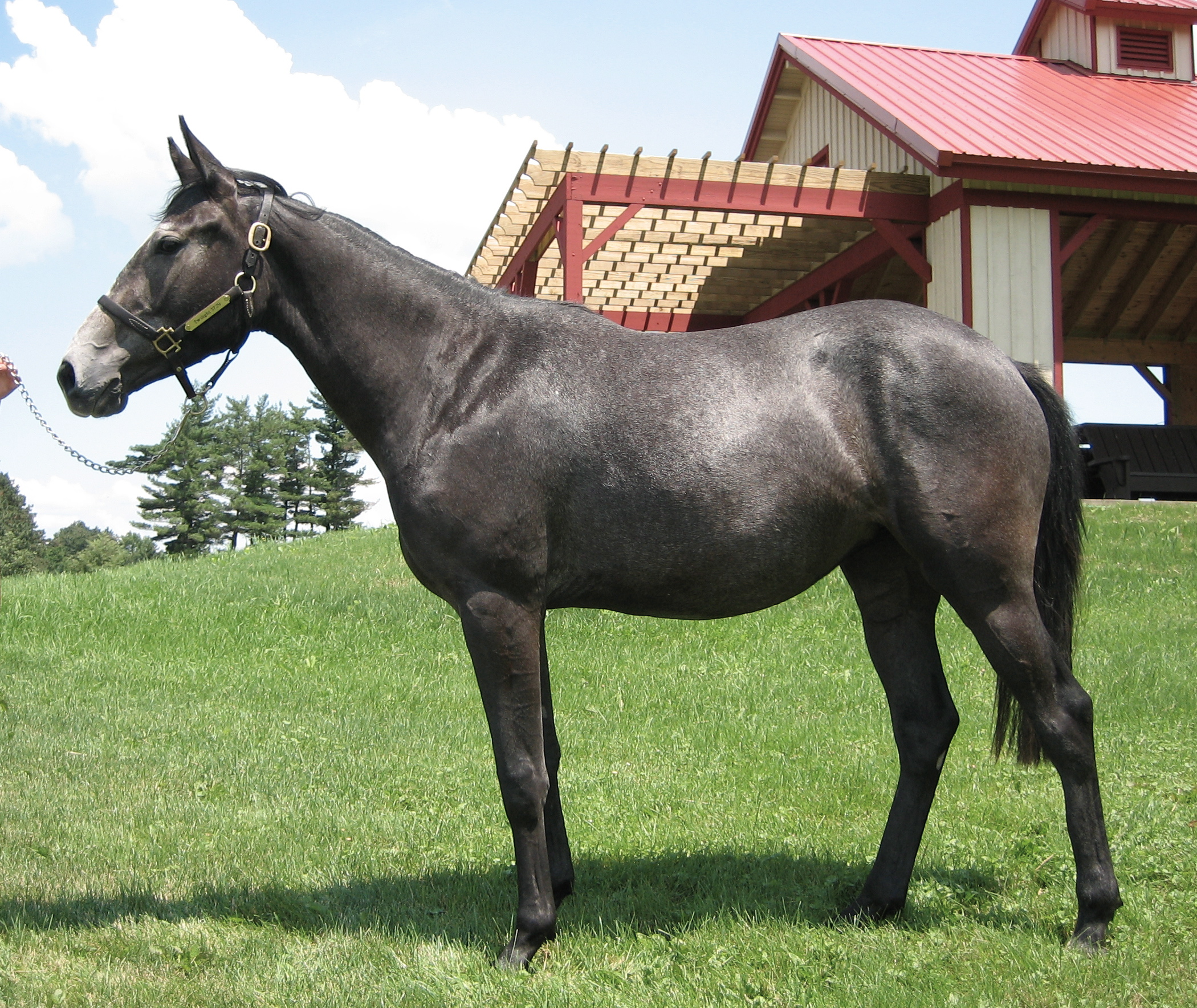
Les chevaux de course réformés sont une source d'approvisionnement des pays hippophages. Les juments Pur-sangs de plus de sept ans, comme celle-ci, sont particulièrement recherchées pour la qualité de leur viande.

La majorité des chevaux consommés sont réformés de la filière des courses ou de l'équitation. Dans le cas des courses, il s'agit de trotteurs et de Pur-sangs aux mauvaises performances sportives, blessés, au mauvais caractère, ou dont la carrière se termine du fait de l'âge. Les Pur Sangs et demi-sangs de plus de sept ans nourris à l'avoine sont particulièrement recherchés pour la qualité de leur viande, les juments davantage que les étalons, dont la viande est plus dure.
Les animaux de sport équestre, de travail et de clubs d'équitation peuvent être abattus, y compris des chevaux de loisir détenus par des particuliers. Plusieurs raisons peuvent pousser leurs propriétaires à les vendre aux abattoirs, bien souvent un impératif économique, les propriétaires de chevaux n'ayant pas toujours des ressources financières suffisantes pour assumer le coût de leur entretien ou de leur retraite sur la durée (un cheval vit en moyenne 25 ans). Un cheval léger sur trois est envoyé à l'abattoir en France.

#### Chevaux lourds élevés pour la boucherie

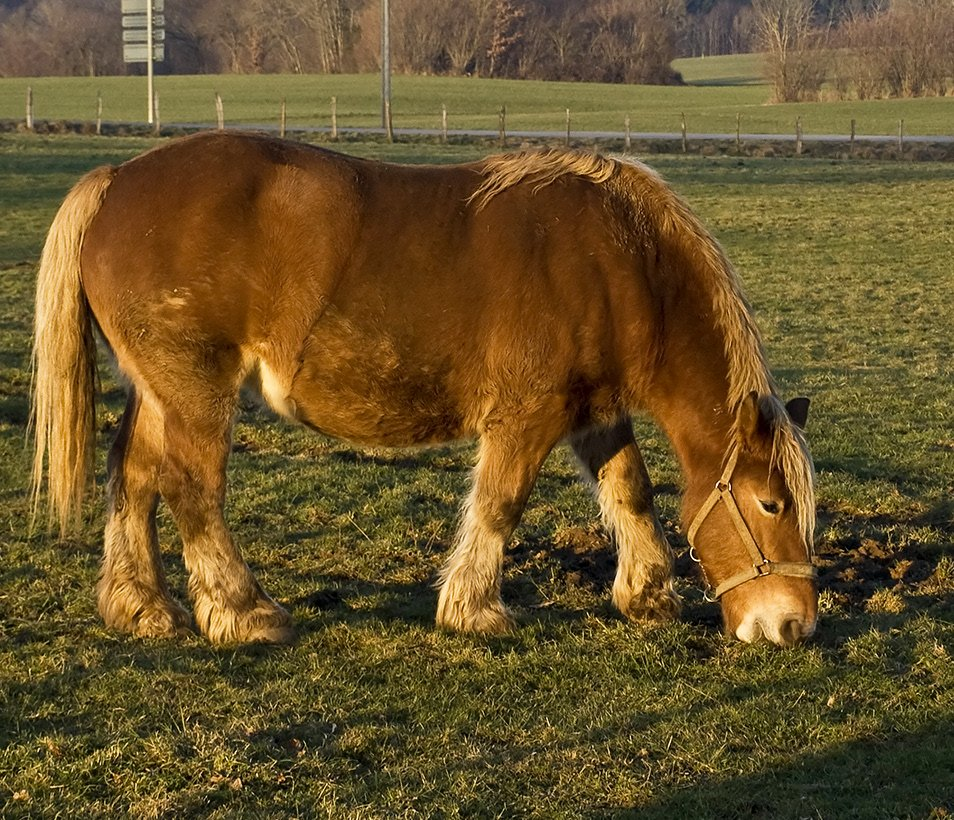
Le comtois fait partie des races de chevaux de trait françaises qui sont fréquemment engraissées pour la boucherie.

Les chevaux élevés dans le but d'être consommés sont principalement des races de trait reconverties en races lourdes. Leur histoire est intimement liée à celle de l'hippophagie, notamment en France.

#### Chevaux sauvages
Les troupeaux de chevaux sauvages sont parfois considérés comme nuisibles en raison de l'absence de prédateurs, de leur concurrence avec le bétail domestique et de leur rôle supposé dans le phénomène de désertification. Ils sont alors abattus, principalement pour l'alimentation animale (l'absence de papiers d'identification interdisant l'utilisation de leur viande pour la consommation humaine). Les brumbies australiens sont concernés, et les mustangs américains, bien que protégés depuis les années 1970, sont au centre de controverses en raison de l'augmentation de leur population.

### Transport
Les chevaux destinés à la consommation sont rarement abattus sur le lieu où ils sont stationnés, et doivent généralement être transportés vers un abattoir. Le règlement CE 1/2005 impose un certain nombre de règles, comme l'obligation de nourrir et d'abreuver les animaux, l'interdiction de transporter une bête malade ou blessée, ou encore l'interdiction d'utiliser des camions à double étage. Les conditions de transport sont très régulièrement dénoncées, malgré les affirmations des professionnels de la filière, et rarement conformes à la réglementation.

### Abattage

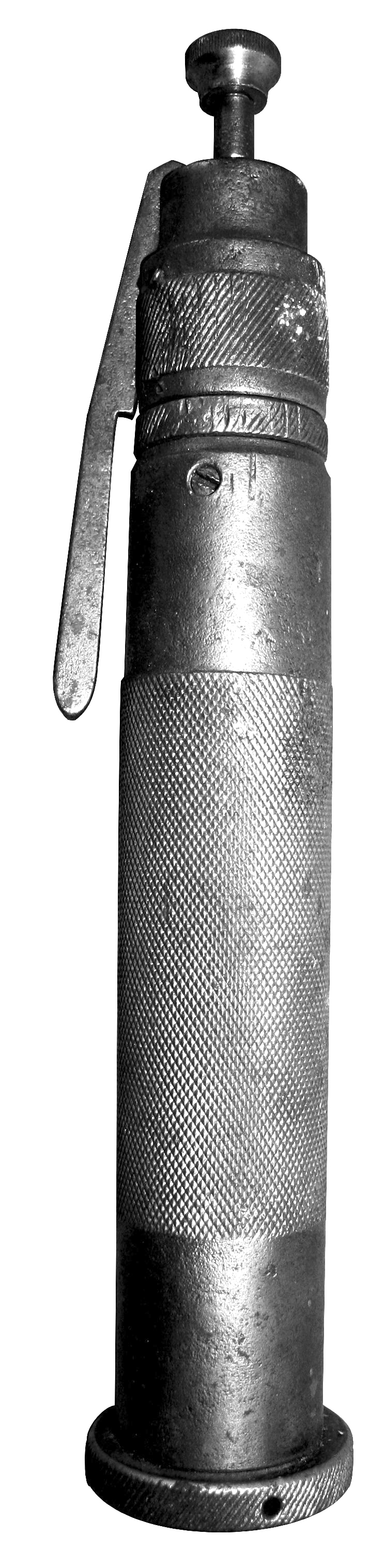
Pistolet d'abattage (ici modèle à projectile captif).

Les conditions d'abattage des chevaux destinés à la consommation ont évolué au fil du temps et dans la plupart des pays industrialisés, leur mise à mort est similaire à celle des bovins. L'animal débarqué dans un abattoir est enfermé dans une cage close nommée piège de tuerie. L'utilisation d'un pistolet d'abattage juste avant la saignée, soit rend inconscient l'animal (projectile captif non perforant), soit le tue (projectile captif perforant ou balle libre pénétrant le cerveau).
Au Royaume-Uni, la tige perforante est rarement utilisée et les chevaux sont généralement tués d'une balle libre. Les animaux assommés (ou tués) sont ensuite suspendus par une jambe arrière accrochée à une chaîne, et vidés de leur sang par une saignée réalisée en leur coupant la veine jugulaire ou l'artère carotide alors qu'ils sont suspendus, la tête en bas. Les battements du cœur permettent en principe une saignée rapide qui mène à la mort du cheval. Lorsque celui-ci n'a plus de gestes nerveux, les jambes antérieures sont coupées, le cuir est ôté, les abats blancs et les abats rouges retirés. La carcasse est pesée moins d'une heure après la saignée, puis transformée.
L'étourdissement préalable avec un pistolet à projectile captif a été imposé en 1974 en France. Cette pratique existait déjà auparavant, ainsi que le montre Le Sang des bêtes, un film documentaire court-métrage de 1949, écrit et réalisé par Georges Franju. Désormais, le règlement CE 853/2004 est censé garantir un certain nombre de règles, les professionnels de la viande chevaline affirmant que leur filière s'engage en faveur du bien-être animal pendant l'abattage. Les conditions d'abattage des chevaux sont toutefois fréquemment dénoncées par les associations de protection animale, aussi bien en France, au Canada, en Belgique ou aux Pays-Bas. Toutes ont filmé et constaté de nombreux abus lors d'enquêtes commanditées en 2009 et 2010, tels que des animaux reprenant conscience avant la saignée, ce qui induit pour eux une très grande souffrance,.
Dans les pays à tradition pastorale ou nomade, l'abattage du cheval peut s'effectuer de manière traditionnelle par des bouchers qui se déplacent chez les éleveurs, l'animal étant immobilisé et tué sur son lieu d'élevage.

## Répartition de l'hippophagie dans le monde
La répartition de l'hippophagie dans le monde est tout à fait inégale, les plus grands producteurs de viande chevaline n'étant pas toujours les plus grands consommateurs. Une différence notable existe entre les pays latins, où la consommation de viande de cheval est plus importante que dans les pays anglo-saxons, considérés comme non hippophages. Tous les pays anglo-saxons exportent en revanche de la viande chevaline ou des animaux à abattre vers les marchés étrangers. En 2008, plus d'un milliard de personnes sont hippophages, soit 16 % de la population mondiale, et depuis 1990, l'augmentation globale de l'hippophagie est de 27 %.
L'hippophagie existe sur les cinq continents, bien qu'en Afrique elle soit très marginale : les peuples du Maghreb l'ignorent tout comme les pays de l'ancienne Afrique-Équatoriale française.
| Pays        | Production en 2004 (T.E.C.) | Consommation en 2004 (T.E.C.) |
| ----------- | --------------------------- | ----------------------------- |
| Chine       | 420 000                     | 420 300                       |
| Mexique     | 78 880                      | 83 200                        |
| Italie      | 45 000                      | 65 950                        |
| Kazakhstan  | 56 300                      | 56 210                        |
| France      | 6 860                       | 25 380                        |
| Argentine   | 55 600                      | 22 190                        |
| Mongolie    | 40 000                      | 21 160                        |
| Australie   | 21 280                      | 19 180                        |
| Kirghizstan | 18 000                      | 18 920                        |
| Brésil      | 21 200                      | 680                           |

### Amériques

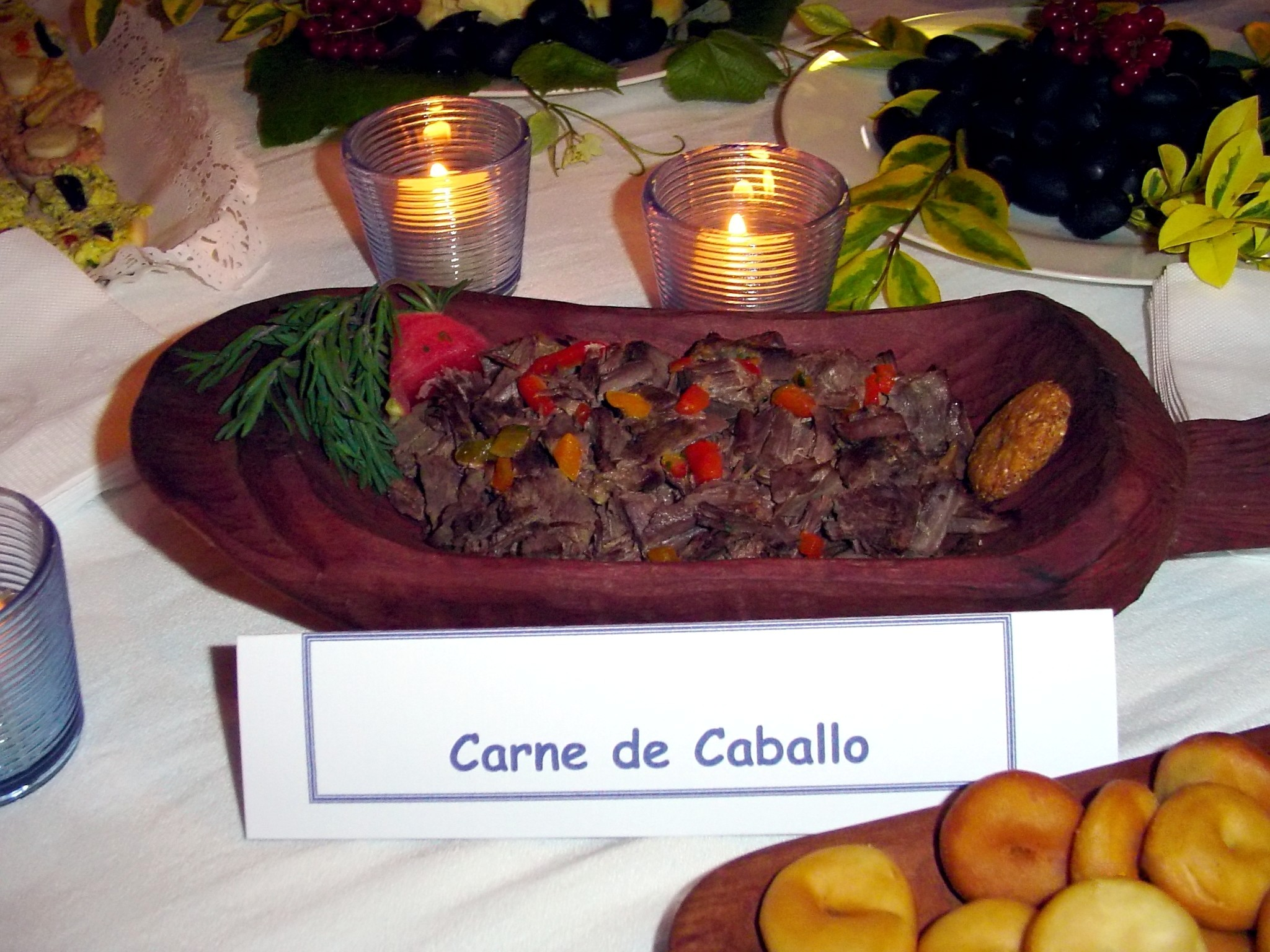
Préparation mapuche à base de viande de cheval.

Les pays d'Amérique du Sud (notamment l'Argentine et le Chili, et excepté le Brésil) sont globalement hippophages et produisent de grandes quantités de viande, tout comme le Mexique. Ce pays est réputé pour ses conditions d'abattage et de transport équin, qualifiées de « cauchemardesques » par la National Horse Protection League et plusieurs associations de protection animale.

#### Canada
Le Canada francophone est traditionnellement hippophage. Depuis 2009, avec la crise économique, de nombreux chevaux dont les propriétaires n'ont plus les moyens de s'occuper arrivent depuis les États-Unis. Ceux qui ne peuvent trouver d'acheteur sont abattus. L'industrie de la viande chevaline génère environ soixante millions de dollars de revenus annuels, pour 50 000 chevaux abattus en 2006. Le nombre de chevaux abattus au Canada a fait un bond de 122 % à la suite de la fermeture des abattoirs américains. Le prix de la viande chevaline est de ce fait très bas. Le Canada exporte environ 14,5 millions de kilogrammes de viande chevaline chaque année, principalement à destination de la France et du Japon. Une particularité du pays est que 7 % des chevaux du territoire sont des juments utilisées pour la production d’urine qui servent à fabriquer des œstrogènes conjugués, et finissent à l'abattoir lorsqu'elles ne sont plus rentables. Une hausse de la consommation est observée dans la province de Québec en raison de campagnes de communication en faveur des qualités nutritives de la viande de cheval.

#### États-Unis
L'hippophagie est extrêmement rare aux États-Unis, la Californie et l'Illinois l'ayant même interdite. L'abattage de chevaux pour la consommation humaine est interdit dans tout le pays depuis 2007 et la fermeture des trois derniers abattoirs équins. Les abattoirs américains exportaient approximativement pour 42 millions de dollars de viande par an. La plupart des habitants des États-Unis ne sont pas au courant que leurs chevaux peuvent être abattus pour la consommation humaine dans d'autres pays. Selon des sondages, à New York, 64 % des habitants croient que l'abattage de chevaux pour la viande est totalement illégal, et 91 % des habitants de l'Indiana souhaitaient son interdiction en 2001.

### Asie

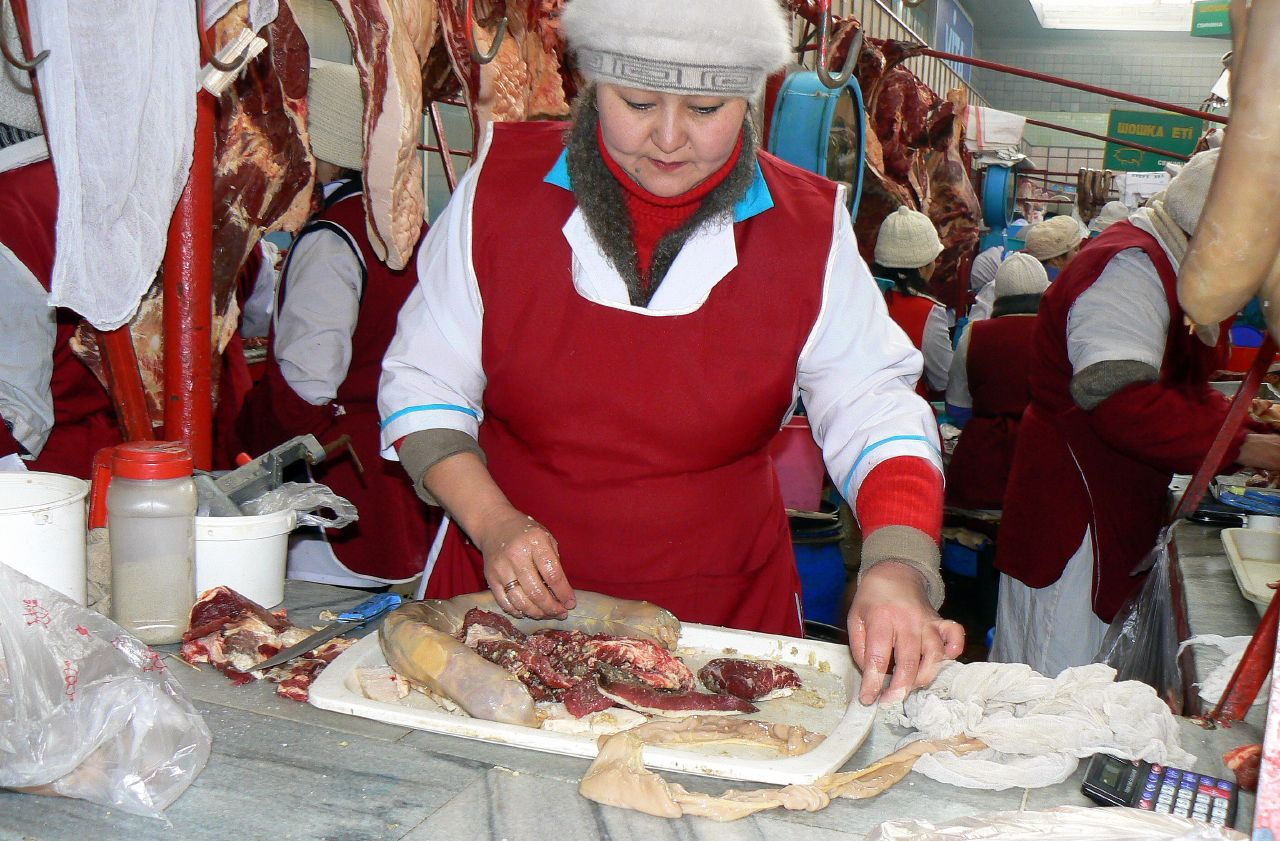
Fabrication de saucisses de cheval au Kazakhstan.

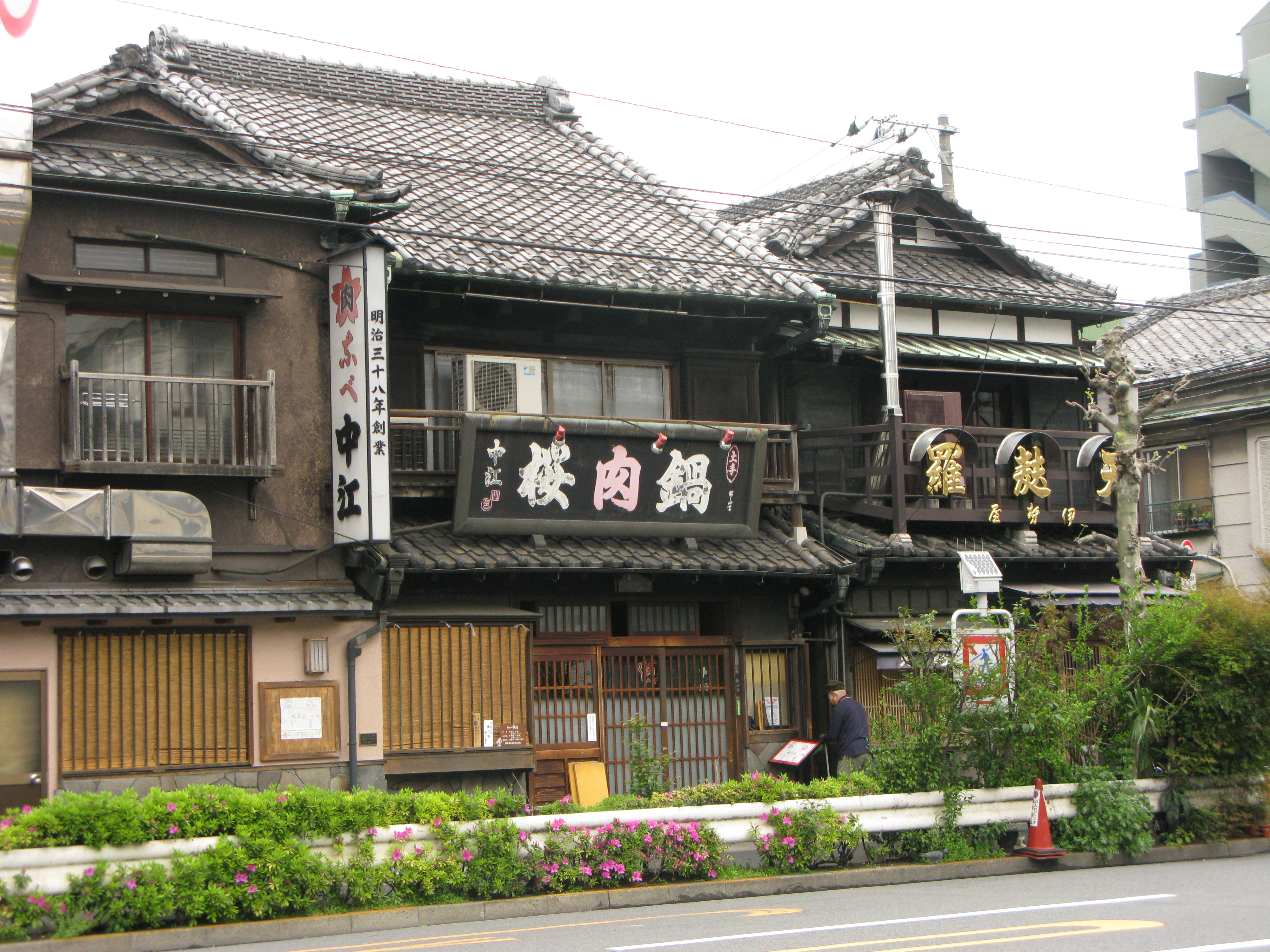
Restaurant de viande chevaline à Tokyo, Japon.

La Russie, le Kirghizstan, la Chine et le Japon sont traditionnellement des pays hippophages, et les Japonais consomment chaque année plus de 5,5 millions de kilogrammes de viande chevaline. Selon l'association PETA, 90 % des Pur-sang de course élevés aux États-Unis, soit 20 000 chevaux, sont envoyés au Japon à la fin de leur carrière pour y être abattus, y compris des champions de course hippique. Au Kazakhstan, la viande de cheval est parmi les plus consommées et ces animaux sont encore abattus par des bouchers locaux de manière traditionnelle.
Le cas de la Iakoutie, région de Sibérie orientale où l'hippophagie est le principal mode d'alimentation, a fait l'objet d'une étude en 2010, révélant que les Iakoutes pratiquent l'élevage extensif du cheval de boucherie dans la taïga où le rude climat limite les possibilités d'élevage, et n'ont aucun tabou sur la viande chevaline bien qu'ils considèrent l'animal avec un très grand respect.
L'hippophagie a reculé en Mongolie, mais certains peuples continuent à la pratiquer. Le cheval est, avec le mouton, un animal dit « museau chaud », dont la consommation est prestigieuse, et accompagne d'ordinaire les grandes fêtes. Les autres pays asiatiques importent de la viande transformée depuis la Mongolie.
L'hippophagie est absente en Inde, bien que quelques membres de la caste des intouchables soient réputés se nourrir de la chair des chevaux morts jusqu'au milieu du XXe siècle. L'interdit jeté sur cette viande par le Bouddha fait du Tibet une région non hippophage. De manière générale, cette pratique alimentaire est très rare voire absente en Asie du Sud-Est.

### Europe

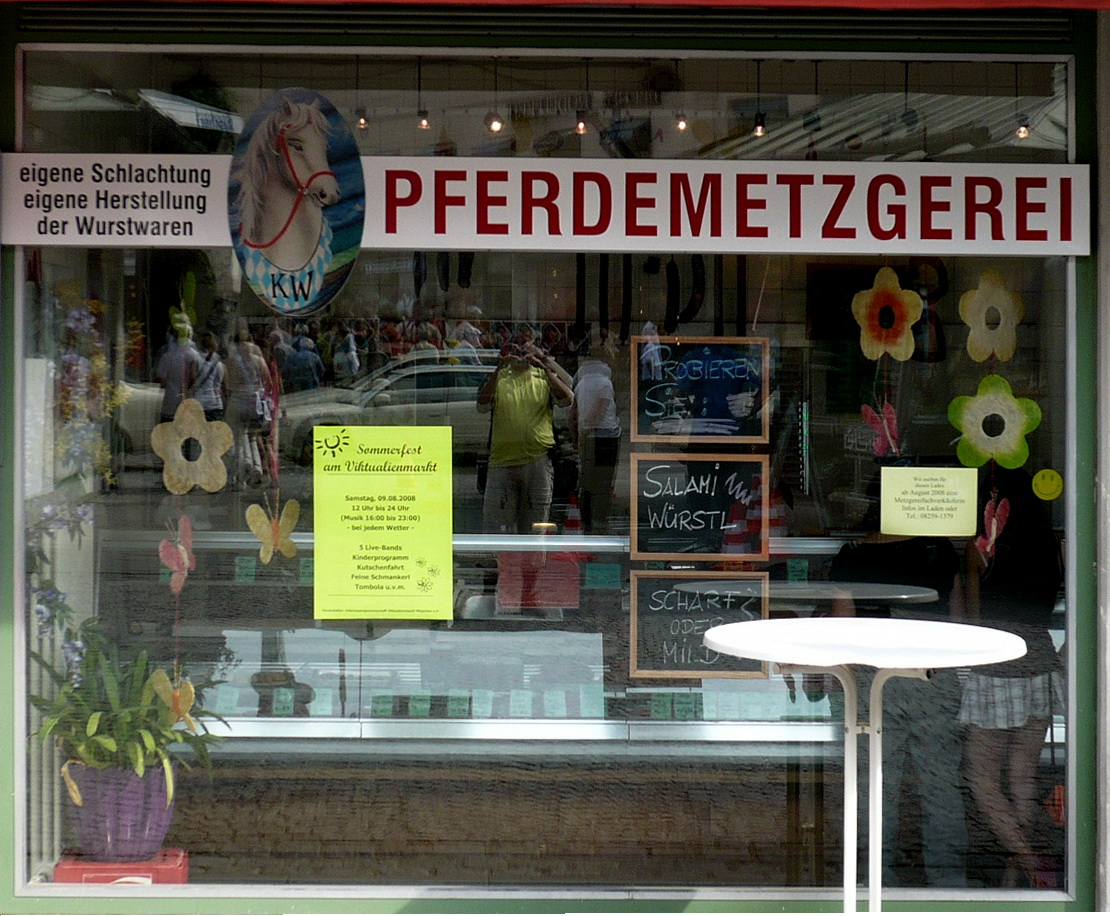
Boucherie chevaline à Munich.

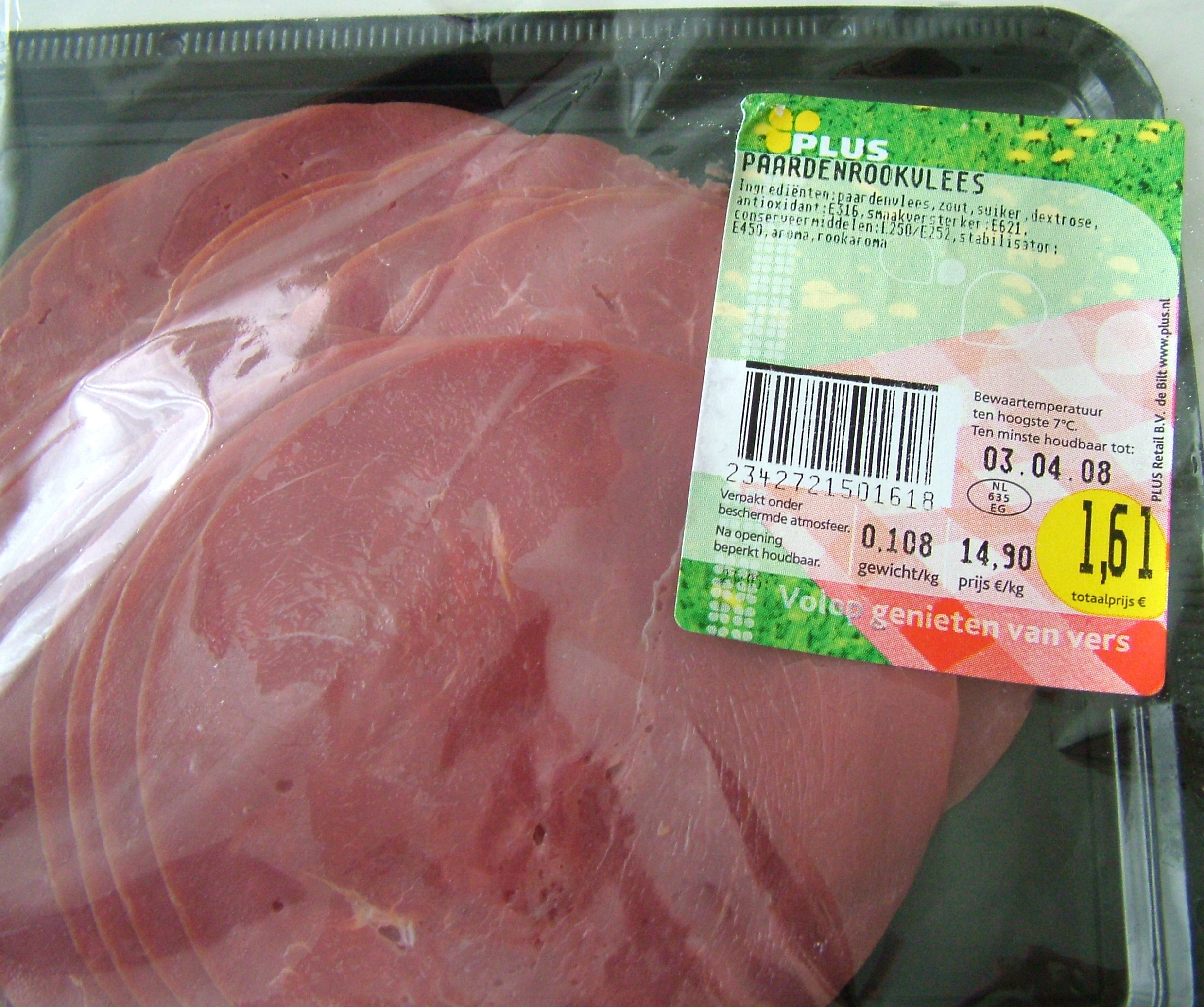
Viande de cheval fumée en barquette, vendue dans les supermarchés des Pays-Bas.

The Daily Mail donne un chiffre d'environ 100 000 chevaux vivants ou en carcasses transportés annuellement dans toute l'Union européenne, afin d'être consommés principalement en Italie, première consommatrice devant la Norvège, la France et la Belgique mais la consommation y est en baisse régulière excepté lors de crises alimentaires (ex : crise de la vache folle). Parmi les pays de l'Est, la consommation de viande de cheval reste rare : en Moravie, elle est réservée aux plus pauvres jusque dans les années 1930 au moins, et dans les Balkans, elle est généralement considérée comme malsaine. La Pologne est un pays exportateur mais non consommateur, tout comme l'Espagne.

#### France

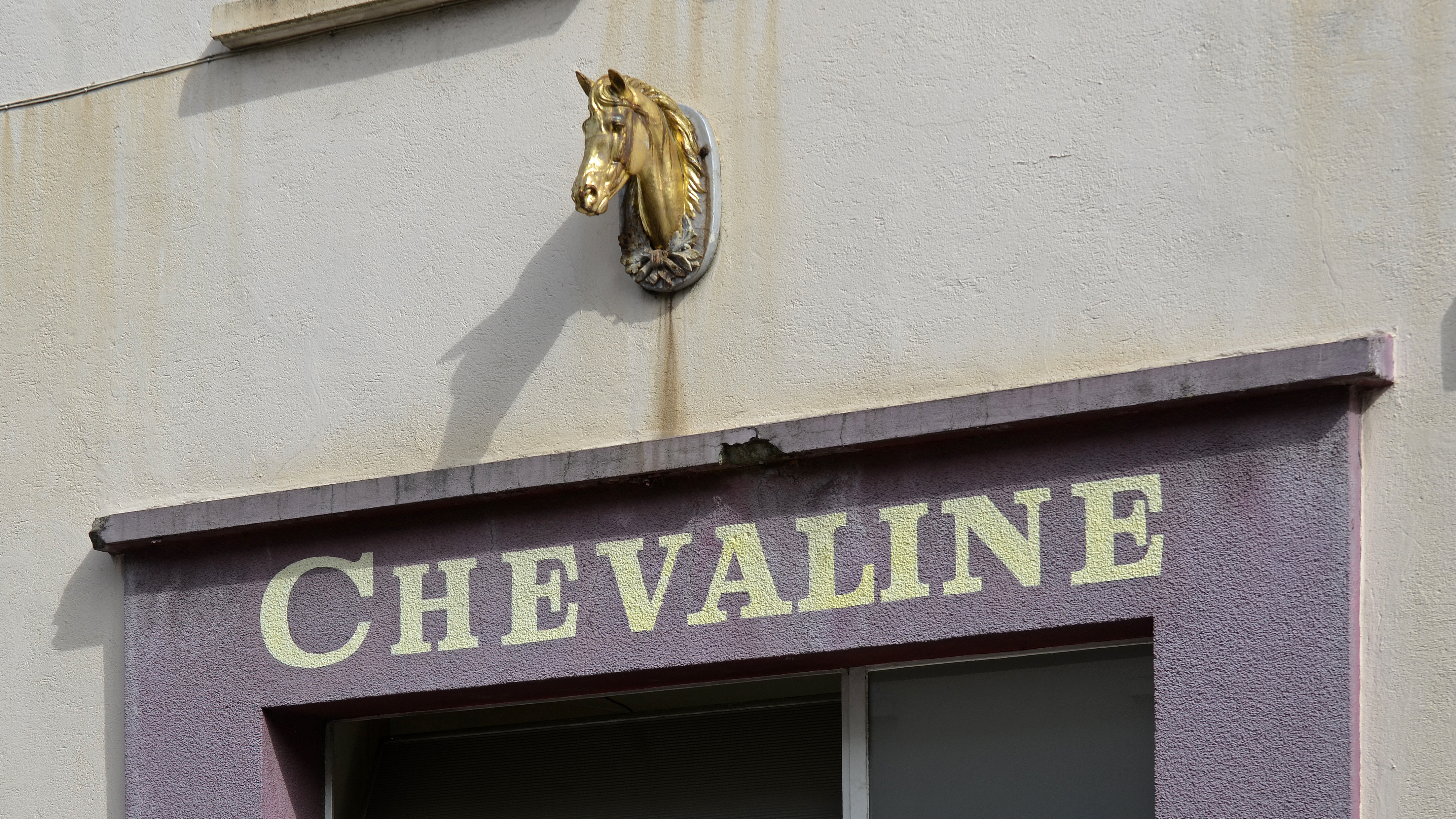
Devanture d'une ancienne boucherie chevaline des Herbiers (Vendée)

La consommation de viande de cheval est passée de 2,3 kg équivalent-carcasse/habitant/an en 2005 à 0,300 kgec/hab/an en 2010. En 2008, 81 % de la viande consommée est importée, 15 820 chevaux sont abattus pour leur viande, et au total, 20 830 tonnes équivalent carcasse de viande chevaline auraient été consommées par les Français cette même année. La France importe 7 220 chevaux vivants, dont près de 2 000 en provenance de Pologne, soit 26 %. 11 100 chevaux sont exportés. La viande vendue en France est surtout destinée à la grande distribution. Selon une conférence tenue au festival international de géographie à Saint-Dié-des-Vosges en 2007, la relance de la filière viande chevaline en France a « échoué comme au XVIIIe siècle », car la viande vendue y est majoritairement importée.
Les haras nationaux soutiennent l'hippophagie et l'élevage des poulains de trait destinés à la consommation : « Les Haras nationaux sont acteurs de cette filière viande : ils ont en charge le système d’identification des équidés et sont un maillon important dans tout le parcours de traçabilité de la naissance à l’assiette, au moins jusqu’à l’abattoir. » Depuis 2002, la filière des courses soutient aussi l’interprofession de la viande chevaline via un fonds créé spécialement. Juridiquement, toutes les activités liées au cheval, hormis celles de spectacle, sont considérées comme agricoles, au même titre que l'élevage bovin ou porcin : « Il [est] rappelé que le cheval est un produit agricole et qu'en tant qu'animal de rente, il est soumis à des exigences strictes de traçabilité et de suivi des traitements médicamenteux, puisque susceptible d'entrer dans la préparation de denrées alimentaires. » Le propriétaire d'un cheval peut choisir d'exclure définitivement son animal de la consommation humaine en faisant figurer l'information sur ses papiers. Cette mesure étant définitive, elle signifie que les chevaux français qui sont abattus le sont avec l’accord de leurs propriétaires successifs.

#### Italie
L'Italie est le pays où la consommation alimentaire de cheval est la plus importante d'Europe mais en baisse, elle est passée de 2000 à 2010 de 1,2 kg équivalent-carcasse/habitant/an à 800 grammes ; 66 % des chevaux exportés vivants de France pour la consommation y sont destinés, et le marché de la viande y représente près de 90 millions d’euros annuels. La Pologne, l’Espagne et la Biélorussie sont les plus gros fournisseurs des Italiens.

#### Îles Britanniques
Selon The Daily Mail, environ 5 000 chevaux sont abattus chaque année au Royaume-Uni, mais ne sont pas destinés à la consommation sur place puisque le Royaume-Uni est traditionnellement non hippophage. Les carcasses sont exportées, principalement en France, car la législation du Royaume-Uni interdit l'exportation d'animaux vivants destinés aux abattoirs. Le sud de l'Angleterre exporte des carcasses de poneys New forest, Exmoor, et Dartmoor,.
En Irlande, autre pays non hippophage, la crise économique a poussé des milliers de propriétaires de chevaux, n'ayant plus les moyens de s'en occuper, à relâcher ceux-ci dans la nature. En décembre 2010, on parle de 20 000 à 100 000 chevaux errants, affamés ou blessés, dans tout le pays. Le gouvernement a préconisé leur abattage à destination des marchés hippophages, mais se heurte au problème de la réglementation et de l'absence de papiers d'identification.

#### Pays scandinaves
Tous les pays scandinaves consomment de la viande chevaline. La Finlande importe sa viande principalement d'Amérique du Sud, environ un million de livres par an, avant de la transformer. L'abattage de chevaux sur place est bien plus rare : environ un millier, soit 250 000 kg par an. Considérée comme un mets courant, la viande chevaline est servie dans les restaurants,. Rares sont les élevages d'Islande qui proposent d'autres animaux consommables que le cheval islandais, dont les habitants consomment la viande et exportent le reste au Japon.

### Océanie
Les Australiens sont peu hippophages dans l'Ouest du pays, bien qu'ils exportent de grandes quantités de viande, notamment en Russie. Les exportations ont connu un pic à 9 327 tonnes en 1986, avant de retomber à 3 000 tonnes en 2003. Les deux abattoirs du pays appartiennent à des Belges. Le 30 juin 2010, le ministre de l'Agriculture Terry Redman a approuvé la décision du boucher Vince Garreffa de vendre la viande des chevaux pour la consommation humaine dans l'Ouest, et examinait la possibilité d'étendre davantage cette autorisation si le public y est favorable.
Sur les îles Tonga, la viande de cheval est un plat national. Les émigrés qui ont gagné l'Utah ont gardé la nostalgie du goût de cette viande, déclarant que ce sont les missionnaires chrétiens qui la leur ont fait découvrir.

## Différentes positions concernant l'hippophagie
L'hippophagie est, au début du XXIe siècle, l'objet de critiques de plus en plus intransigeantes, parfois empreintes d'un certain ethnocentrisme. Si les tabous religieux et d'autres motifs culturels ont pu entraîner son refus à toutes les époques, la médiatisation du débat autour du statut du cheval et de sa bien-traitance est relativement récente.

### Tabous religieux

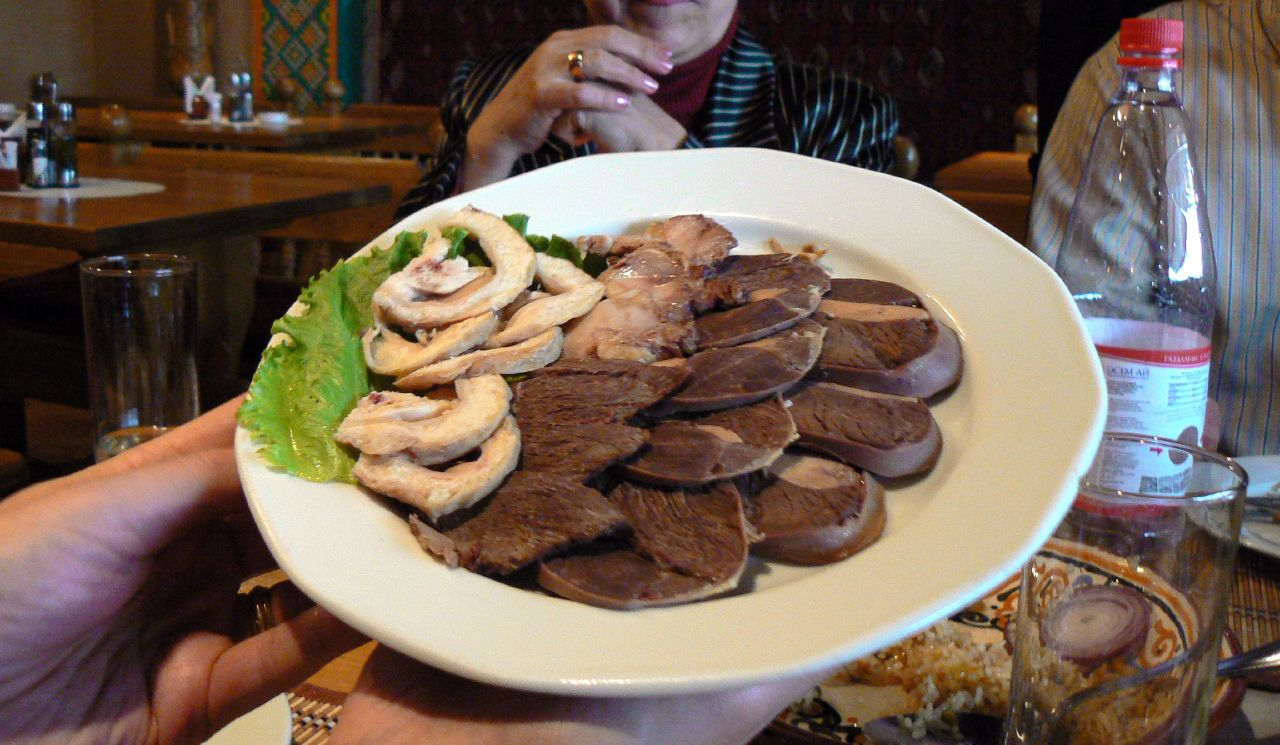
Plat de viande de cheval servi en Ouzbékistan, pays majoritairement musulman.

Différentes religions ont des tabous alimentaires, Israël refuse en effet la viande de cheval car sa consommation est interdite par le judaïsme. L'hindouisme prône le végétarisme, ce qui induit le refus de l'hippophagie, pratique que le Bouddha (et donc le bouddhisme) interdit spécifiquement.
La position de la tradition islamique est contrastée : si deux écoles (hanbalisme et chaféisme) ne s'opposent pas à la consommation de cheval, les deux autres (hanafisme et malikisme), tout en s'accordant sur le caractère halal (autorisé) de cette viande, considèrent sa consommation makrouh, « détestable »,, une position partagée par le chiisme duodécimain. Les réticences à l'hippophagie sont basées sur une sourate du Coran (16:8) où il est indiqué : « Il vous a donné des chevaux, des mulets, des ânes, pour vous servir de monture et d’apparat. Il a créé des choses que vous ne connaissez pas. » Cependant, les interprétations de ce passage divergent. Plusieurs hadiths indiquent que le prophète Mahomet ne consomme lui-même pas de viande de cheval, sans interdire à ses compagnons d'en manger en plusieurs occasions. Selon la thèse de Mohammed Hocine Benkheira, l'hippophagie est interdite chez les sunnites depuis l'an 628 de l'ère chrétienne ; de plus, le cheval est l'un des animaux les plus valorisés, les plus aimés et les plus humanisés qui soient. L'hippophagie est absente en Afrique du Nord depuis l'époque chrétienne alors qu'elle est traditionnelle chez les Tatars et tous les peuples musulmans entretenant une forte tradition de pastoralisme, particulièrement en Asie centrale dans des pays tels que le Kazakhstan, le Kirghizstan et le Turkménistan.

### Aspects culturels
Le refus ou l'acceptation de l'hippophagie peuvent être purement culturels. Ce refus est très majoritairement répandu dans le monde anglo-saxon (Royaume-Uni, Irlande, États-Unis, une partie du Canada anglophone et l'Australie), y compris pour la commercialisation de viande de cheval dans les pâtées des animaux domestiques,,. La tribu amérindienne Sioux Lakota, du Dakota du Sud, protège un troupeau de chevaux sacrés (Sacred horses) et le considère comme des membres de leur famille, à la manière des vaches sacrées de l'Inde. La consommation de viande chevaline est aussi un tabou fort chez les Roms et au Brésil.
Au contraire, en 2006, un article du Monde 2 défend le droit des Français à continuer de manger la viande de cheval en invoquant la culture du pays.

### Aspects éthiques et émotionnels

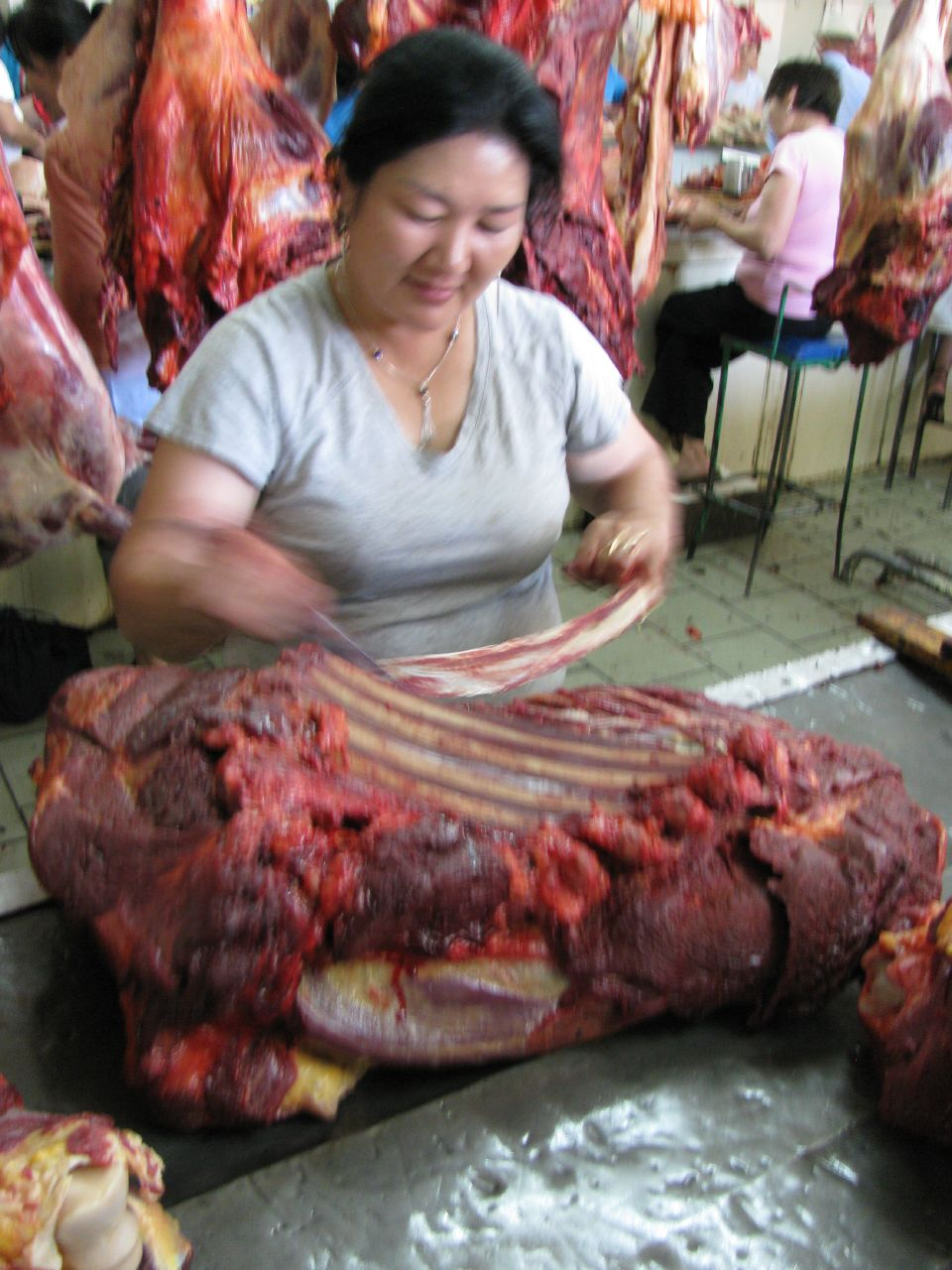
Découpage et préparation des carcasses de chevaux en Mongolie.

Jean-Pierre Digard a fait un discours lors des soixante ans de la fédération nationale du cheval, dans lequel il explique que ce sont des motifs émotionnels qui provoquent désormais le refus hippophagique, car pour de nombreuses personnes, le cheval tient une position intermédiaire entre la bête utilitaire et l'animal de compagnie. L'éthique et l'émotionnel sont invoqués par les associations de protection animale telle que la SPA, qui rappelle que les chevaux réformés sont abattus après avoir servi les activités humaines : « D'abord aimé et objet de soins attentifs, quels que soient ses mérites, le brave cheval ne connaîtra pas une paisible retraite : dès la première défaillance, il devient viande de boucherie et sera conduit à l'abattoir du jour au lendemain. »

#### Un animal populaire et proche de l'homme

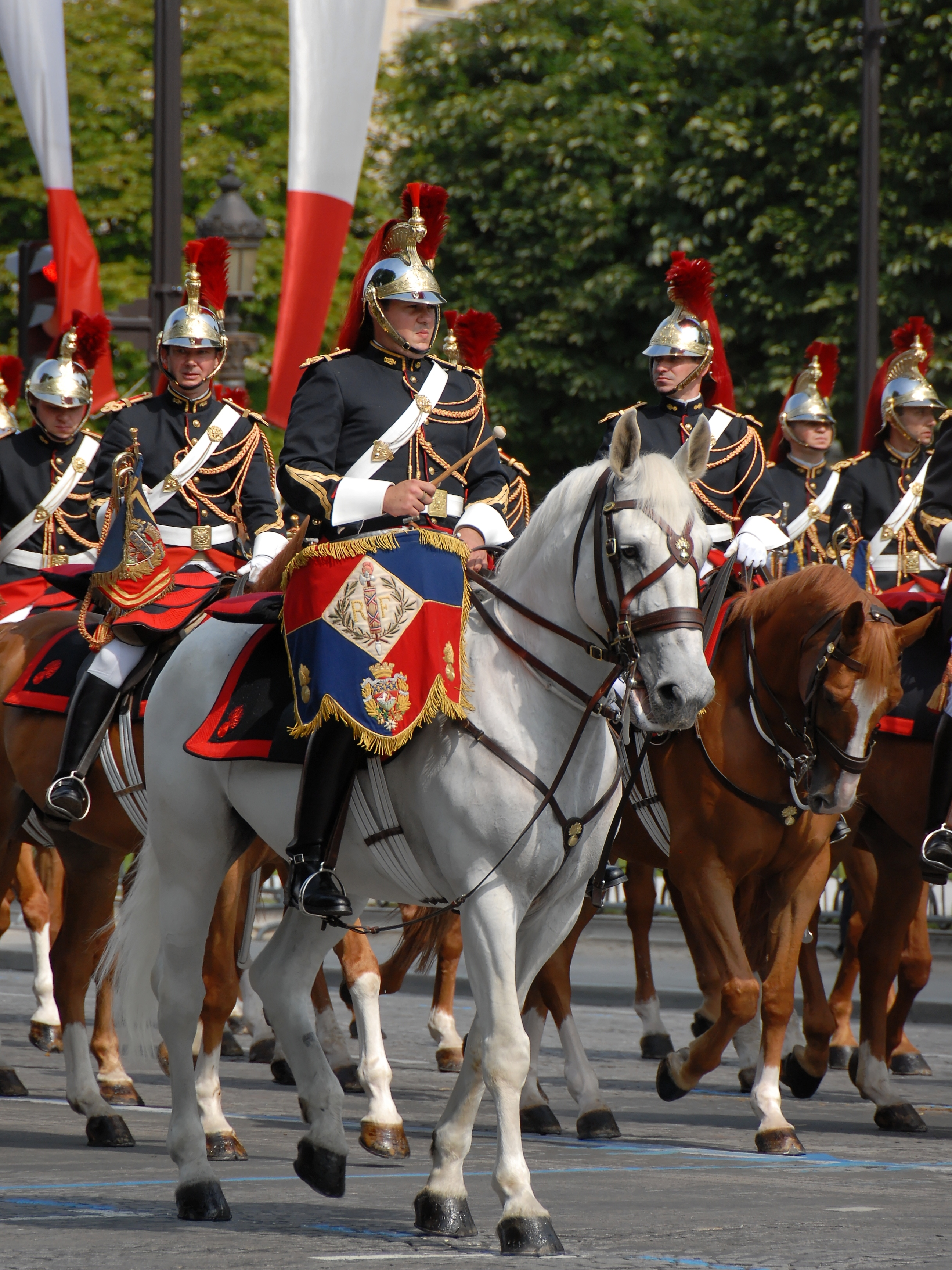
Jusqu'en 1988, les chevaux de la Garde républicaine devenus trop vieux pour être montés étaient revendus au poids à la boucherie.

De manière générale, plus un animal est considéré comme proche de l'homme, plus la maltraitance à son égard ainsi que la consommation de sa viande sont mal vus. Depuis les années 1980, le rapprochement du cheval avec un animal de compagnie est palpable par la diminution de l'hippophagie, par son statut de troisième animal préféré derrière le chien et le chat, par la popularité de l'équitation ou encore par le grand nombre de médias consacrés, et la multiplication des centres de sauvetage et de retraite pour équidés. Des opposants à l'hippophagie se sont mobilisés pour financer une retraite aux montures de la Garde républicaine, qui étaient, jusqu'en 1988, revendues à la boucherie après leurs années de services. L'association a été reconnue d'utilité publique en 1992. Envoyer les chevaux réformés à la boucherie plutôt que leur financer une retraite est mal considéré depuis les années 1990. Ce problème d'éthique conduit à de grandes campagnes de sauvegarde de vieux chevaux dans les clubs d'équitation et les centres équestres qui pratiquent la revente aux abattoirs. Quelques centres équestres communiquent sur la retraite de leur cavalerie afin d'être mieux vus, ou cachent l'envoi de leurs chevaux à l'abattoir pour la même raison. L'idée de créer des cimetières pour chevaux commence à émerger. D'après Jean-Pierre Digard, le recul de l'hippophagie témoigne d'un « décalage entre les milieux professionnels du cheval, encore imprégnés de l’ancienne culture, et les nouveaux usagers du cheval, porteurs des sensibilités et des aspirations d’un large public non spécialiste ».

#### Un statut différent de celui des autres animaux domestiques
Le cheval a joué un rôle économique crucial durant des millénaires et s'est révélé être « le meilleur serviteur de l'homme ». Le fait que l'hippophagie accompagne la fin de la traction hippomobile est vu comme un triste destin pour lui. Selon Éric Baratay, l'humanisation des chevaux pourrait être un autre motif de refus hippophagique constant au cours de l'histoire, dans la plupart des épopées et textes héroïques (depuis les gréco-latins jusqu'à nos jours) mettant en scène des chevaux, ces derniers partagent les qualités de leurs cavaliers, sont dotés d'une grande intelligence, de bravoure, et parfois même de la parole. De plus, le cheval a toujours été hautement considéré, parfois inhumé avec son maître, son humanisation étant palpable jusque dans la dénomination de sa morphologie (utilisation de termes humains comme « bouche », « jambes » et « pied »). Manger du cheval reviendrait symboliquement à de l'anthropophagie dans la perception de nombreuses personnes. Une autre étude évoque la « complémentarité homme-cheval » en parallèle à cette notion d'anthropomorphisme, bien que la morphologie de cet animal soit éloignée de celle de l'homme. La « noblesse » du cheval est également évoquée comme motif de refus, induisant une distinction avec les animaux consommables.

#### Question du bien-être animal
Les conditions de transport et d'abattage des chevaux destinés à la consommation sont fréquemment dénoncées, bien que la maltraitance puisse concerner tous les animaux de boucherie et ne soit en aucun cas spécifique au cheval. La filière viande affirme s'engager en faveur du bien-être animal pendant le transport et l'abattage. En 1998, une commission américaine indépendante a enquêté sur le territoire des États-Unis, pays où des lois de protection existent pour les animaux de boucherie, et a relevé 7,7 % de blessures et de graves problèmes de santé sur les chevaux destinés à l'abattage, la majorité étant due à la négligence de leurs propriétaires. Par ailleurs, 1,5 % de ces chevaux sont embarqués dans un état critique, incluant des jambes brisées (fractures, entorses, tendinites chroniques). Sur 1 008 animaux, un est mort durant son transport soit 0,1% et deux peu après leur débarquement à l'abattoir.

##### Position des associations de protection
Les conditions de transport et d'abattage que subissent les animaux de boucherie sont qualifiées d'« innommables » par les associations de protection animale. Elles ont réalisé des vidéos tournées en caméra cachée de novembre 2009 à janvier 2010, en Pologne, en France, au Brésil et au Mexique. Elles montrent des chevaux maigres et affaiblis entassés dans des enclos, des transports en camion à double étage au mépris de la réglementation, l'absence d'eau et de nourriture (parfois sur une distance de 2 500 km), des coups et blessures volontaires assenés par les transporteurs ou encore des ratages dans l'étourdissement avec le pistolet à projectile captif, le cheval étant conscient lorsqu'il est égorgé et vidé de son sang. D'après l'enquête de One Voice réalisée en Amérique du Sud (première région fournissant l'Europe) en avril 2010, l'absence de réglementation relative à la protection animale conduit à de nombreuses morts de chevaux durant leur transport, à l'utilisation de « piques électriques », à des abattages sans étourdissement préalable et même au sciage des jambes des chevaux alors qu'ils sont conscients.
Une enquête similaire a été réalisée sur les marchés aux chevaux de France. Les associations concluent que la réglementation relative au transport des animaux de boucherie n'est pas appliquée, et que les contrôles censés garantir le bien-être des animaux ne sont pas effectués,.

##### Effets du bannissement de l'abattage aux États-Unis
Le bannissement de l'abattage équin aux États-Unis a des effets sur le bien-être animal, car selon certaines sources le nombre d'abandons et d'actes de cruauté sur les chevaux a augmenté,. Le Los Angeles Times a rapporté que le directeur d'Equine Protection for the Humane Society a relevé un plus grand nombre d'interventions pour des équidés maltraités en Californie, où l'abattage des chevaux a été interdit plus tôt que dans les autres États, une information contredite par l'université de Californie à Davis, qui affirme ne pas avoir relevé de hausse de la maltraitance. Les chevaux non désirés issus du territoire américain sont désormais envoyés au Mexique, au Canada et au Brésil afin d'y être abattus, voyageant sur d'énormes distances et dans des conditions infernales pour atteindre les abattoirs, ce qui signifie pour eux un grand niveau de stress,.

### Aspects économiques
Les professionnels qui vivent du cheval affirment que l'élevage (et donc toutes les activités liées au cheval, qui en découlent) existe grâce à une économie, et que la mettre lourdement en difficulté en supprimant l'hippophagie au nom de principes éthiques personnels serait irresponsable. Ce débouché assure en effet une valeur marchande minimale de l'animal sur le marché. Les alternatives, à savoir l’euthanasie par injection de tous les chevaux « non désirés » ou leur mise à la retraite, sont d'après eux économiquement impossibles, voire polluantes dans le cas de l'euthanasie et de la crémation.
Aux États-Unis, le bannissement de l'abattage équin a eu des effets sur l'économie : en 2010, la valeur des chevaux a considérablement décru, les propriétaires peuvent se trouver dans l'incapacité de les soigner et revendent ceux-ci à très bas prix. Les propriétaires de chevaux invendables peuvent ne pas avoir les ressources financières nécessaires pour assumer le coût de leur euthanasie et de l'élimination du cadavre.
Le refus d'envoyer les chevaux de selle réformés à la boucherie empêche d'après Jean-Pierre Digard la vente de nouveaux chevaux à cause des cavaliers qui entretiennent un cheval retraité au lieu de le vendre à la boucherie et d'investir dans un nouvel animal. En 1993, il prévoyait que le rachat de chevaux de course (Pur-sang et trotteur) réformés par des clubs d'équitation (au lieu de laisser ces derniers partir à la boucherie) serait responsable d'un dégoût de l'équitation en club à cause d'une cavalerie non adaptée, et allait à terme provoquer une régression du nombre de cavaliers,.
L'aspect économique peut aussi être un motif de rejet de l'hippophagie, selon l'anthropologue Marvin Harris, certaines cultures auraient interdit la viande de cheval parce que cet animal transforme l'herbe en viande moins efficacement qu'un ruminant. Lorsqu'un bovin ou un ovin est engraissé, il produit en effet plus de viande qu'un cheval à quantité d'herbe égale.

### Pastoralisme et sauvegarde des races menacées

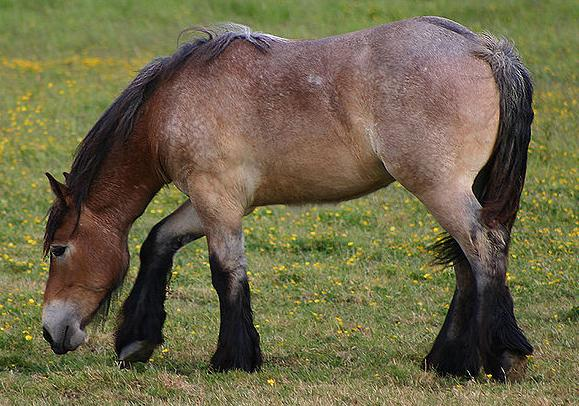
Un trait belge, l'une des nombreuses races de chevaux de trait.

La sauvegarde des races de chevaux de trait est fréquemment invoquée par les professionnels de la filière viande pour justifier l'hippophagie. En France en 2006, 98 % de ces animaux sont destinés à l'abattoir ou à la reproduction pour la viande. L'élevage des chevaux de trait pour la viande permet aussi de valoriser les pâturages des zones difficiles avec des bovins et des ovins. Les professionnels de la filière soutiennent que la production de viande est indispensable au maintien de ces races, pour garder un cheptel non consanguin, et qu'autrement, les chevaux de trait seraient menacés d'extinction faute d'utilité économique,,.
Cette information est à nuancer : dans les îles Britanniques, traditionnellement non hippophages, les races de trait lourd comme le Shire, le Suffolk Punch, le Clydesdales et le Trait irlandais survivent sans l'hippophagie. L'ethnologue Jean-Pierre Digard a prévenu dans un ouvrage publié en 1993 que les races de trait sont condamnées à disparaître si les Français cessent de manger du cheval, affirmation qu'il a revue en 1999, disant que la survie du cheval de trait « passe – leurs amis le savent bien – par la reprise d’activités traditionnelles (débardage, voirie urbaine) et la recherche de nouvelles utilisations (jeux, spectacles) ». C'est également l'avis du spécialiste des chevaux de trait Marcel Mavré, pour qui, en 2005, « le cheval lourd de 1 200 kg est moins prisé, tandis que les chevaux de traction peuvent regarder l'avenir avec sérénité ».
L'idée selon laquelle un Français sauvegarde les races de trait locales en mangeant de la viande chevaline est elle-même fausse, puisque la viande vendue en France est importée à plus de 70 %. Les chevaux de trait français élevés pour la consommation partent en Italie ou en Espagne. Comme le fait remarquer Bernadette Lizet, « derrière l'écran du développement durable et d'une valorisation d'un patrimoine de races régionales, de paysages et de métiers ruraux, la réalité de l'hippophagie est celle d'une filière profondément mondialisée »,.

### Qualités nutritionnelles et sanitaires
Les professionnels de la santé et de l'alimentation défendent la valeur nutritionnelle de la viande chevaline, qui est particulièrement maigre et riche en fer, adaptée aux régimes, et souvent plus saine que le bœuf,. La viande de cheval ne comporte plus de risque sanitaire particulier, la trichinellose étant particulièrement contrôlée, il n'y a plus à craindre de quelconque risque d'infection depuis la fin des années 1990. Le goût de cette viande, proche de celui du bœuf, peut toutefois rebuter certains consommateurs.

### Médiatisation du débat hippophagique
Les associations de protection animale peuvent pousser au refus de l'hippophagie par la diffusion de photographies et d'images choquantes et leur lobbying actif. Elles demandent, entre autres, l'interdiction de la vente de viande de cheval aux chaînes de supermarché. Ces campagnes qui émanent souvent de personnalités et d'associations sont relayées par des publicités, des pétitions et des sites web qui montrent souvent des « images choc » de chevaux transportés à l'abattoir. L'hippophagie est combattue par des personnalités connues aux États-Unis, par le groupe Protection animale au Québec, par One Voice et la fondation Brigitte-Bardot en France, par People for the Ethical Treatment of Animals (PETA) dans les pays anglophones ou encore par Wakker Dier aux Pays-Bas. En Belgique, Gaia a mené campagne contre l'importation de viandes depuis l'Amérique du Sud, où la protection animale est beaucoup plus faible qu'en Europe.
La position de la filière des courses, qui encourage à surproduire des animaux et qui, malgré des « profits colossaux », ne participe pas au financement de leur retraite ou d'autres solutions pour leur fin de carrière, est plusieurs fois dénoncée. Ces animaux finissent très généralement à l'abattoir, tant en France qu'au Japon,.

#### En France

Brigitte Bardot, l’une des militantes les plus actives contre l’hippophagie.

Les campagnes françaises émanent principalement de la fondation Brigitte-Bardot, dont le slogan « Non, un cheval ça ne se mange pas », s’est imposé pour tous les mouvements anti-hippophagie. La SPA, la fondation 30 millions d'amis et l’association éthique du cheval à Lille condamnent cette pratique. Une loi a été proposée par des députés UMP en janvier 2010 afin de modifier le statut du cheval en celui d’animal de compagnie, ce qui induirait la fin de l’hippophagie en France,. Elle n'a pas été adoptée.
C’est en 1980 que Brigitte Bardot commence sa campagne en témoignant des conditions de transport et d’abattage des chevaux. Ces scandales lui donnent raison, les transports de chevaux sur longue distance étant assortis d'une mortalité atteignant 10 %, « dans des conditions véritablement épouvantables ». Depuis la création de sa fondation en 1986, elle lutte activement et distribue des autocollants et des tee-shirts. Le 4 janvier 1990, son émission SOS animaux, qui condamne l’hippophagie en direct à la télévision, est plébiscitée par les téléspectateurs. En 1994, elle renouvelle son action lors d’une émission animée par Jean-Pierre Foucault, et son « coup de gueule » aurait eu pour conséquence de faire baisser la consommation de viande de cheval (selon certaines sources) d'environ 30 %, sans que cela soit confirmé par une étude rigoureusement menée. Lors du journal télévisé de 20 heures le 1er décembre 2007, sur France 2, l’ancienne actrice a insulté les hippophages.
Ses campagnes de publicité apparaissent dans le métro et le RER parisien avant le Salon de l'agriculture et le Salon du cheval de Paris, en 2007 notamment. De nombreuses personnalités la soutiennent, dont Mathilde Seigner (marraine de la campagne), Jean Paul Belmondo, Stéphane Bern et Philippe Bouvard. Interrogée sur les raisons de cette campagne, la fondation a répondu de la manière suivante :

« Tous les abattages sont condamnables, mais ceux des chevaux le sont d’autant plus en raison de la relation historique existant entre les hommes et les équidés. Aujourd’hui réservé essentiellement au loisir, le cheval est considéré par beaucoup comme un animal domestique au même titre que le chien ou le chat et pour autant existe-t-il, en France, un marché de la viande canine ou féline ? »

En janvier 2008, la SPA a envoyé une circulaire aux grandes et moyennes surfaces françaises pour leur demander de retirer la viande chevaline des rayons à cause de « la brutalité des transports et de l'état dans lequel arrivent les chevaux à l'abattoir ».
Face à la campagne anti-hippophagie de 2007, l'interprofession du bétail et des viandes, section viande chevaline, a reçu le soutien du ministre de l'Agriculture de l'époque, Michel Barnier. Les professionnels regrettent qu'au lieu de travailler main dans la main avec eux pour faire évoluer d'« éventuels dysfonctionnements », la Fondation Brigitte-Bardot choisisse de faire un « tapage médiatique » autour de ce qu'elle considère comme un non-respect du bien-être animal et de la réglementation. Jean-Pierre Digard condamne fermement l'action de la fondation Brigitte-Bardot, disant qu'elle prône la non-utilisation du cheval et tend à favoriser « l'idéal du dada à sa mémère ». Le célèbre écuyer Bartabas s'est prononcé en faveur de l'hippophagie afin de sauvegarder la diversité menacée des races équines, notamment de trait, lançant la formule « Vous aimez le cheval ? Mangez-en! ».

#### Aux États-Unis
L'homme d'affaires T. Boone Pickens est un opposant majeur à l'hippophagie, qui a activement soutenu l'American Horse Slaughter Prevention Act (HR 503), une loi interdisant l'abattage de chevaux pour la consommation humaine, le commerce de leur viande ainsi que le transport d'animaux vivants à cette fin,. Il affirme que de nombreux propriétaires qui vendent leurs chevaux à bas prix aux kill buyers (acheteurs de chevaux sillonnant le territoire américain à la recherche d'animaux pour les abattoirs) n'ont aucune idée du fait que leurs animaux sont abattus, et s'imaginent qu'ils vont être revendus à quelque belle famille. De même, il affirme que les kill buyers tuent un grand nombre de chevaux volés. Pickens trouvait encore plus scandaleux que les trois derniers abattoirs de chevaux aux États-Unis appartiennent à un homme d'affaires belge. Le Time Magazine a signalé qu'il aurait été soutenu par plusieurs de ses amis du secteur de l'élevage bovin.
Parmi les soutiens de cette loi figurent aussi l’Animal Welfare Institute, Silver Farm Equine Rescue, Sterling, l'industrie des courses, les associations du National Show Horse et du Palomino, ainsi que bon nombre de groupes d'adoption et de sauvetage d'équidés.
Fin 2007, 200 organisations, incluant l’American Quarter Horse Association (AQHA, plus grande association d'éleveurs du pays), l’American Association of Equine Practitioners (AAEP), l’American Veterinary Medical Association (AVMA), et de nombreux groupes agricoles étaient opposés à l’American Horse Slaughter Prevention Act et à l'interdiction de l'hippophagie. La loi a néanmoins été adoptée en septembre 2007.